# Quito

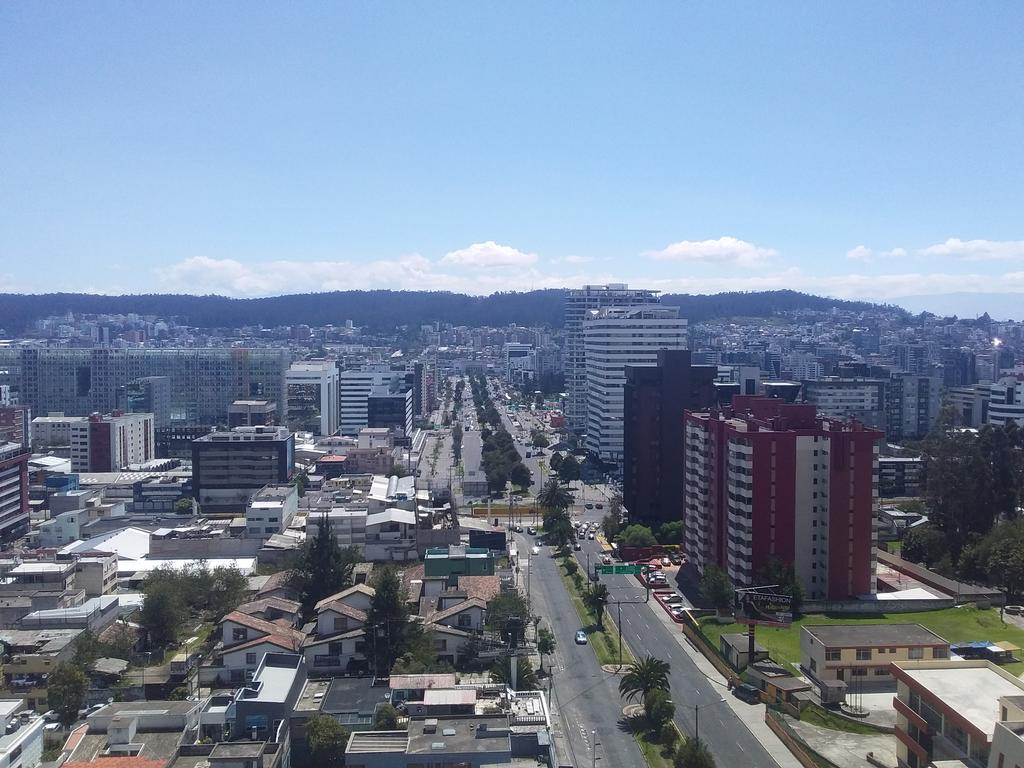
Vue du secteur Iñaquito, au nord de la ville.

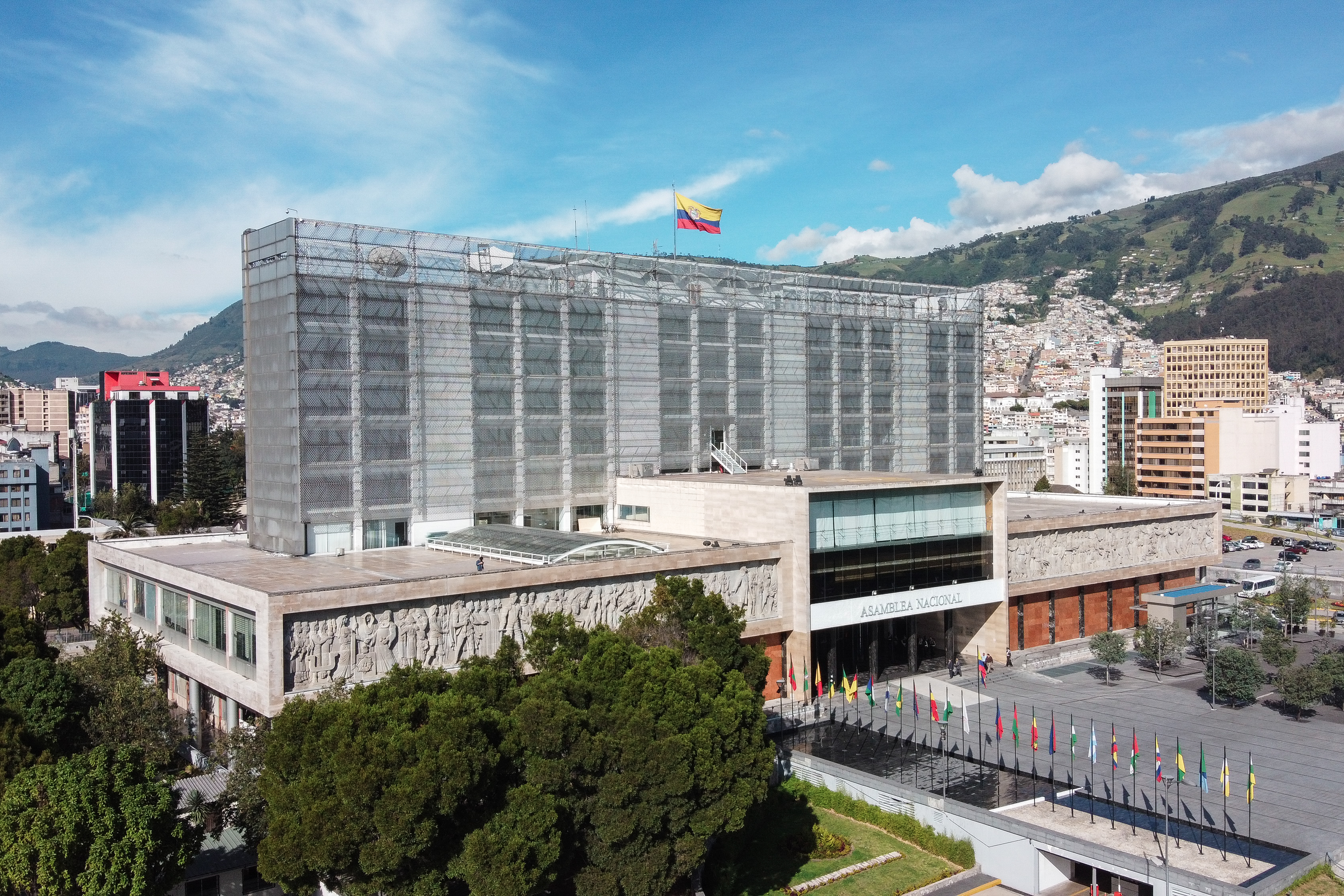
L'Assemblée Nationale de l'Équateur, á Quito.

Quito, de son nom complet  San Francisco de Quito, est la capitale et la deuxième ville plus peuplée de la République de l'Équateur et de la province de Pichincha. Le Quito du District métropolitain comptait environ 2,1 millions d'habitants en 2022 et continue de s'accroître rapidement.
S'étendant sur 50 km du nord au sud, à une altitude de 2 800 m, sur les flancs du volcan Guagua Pichincha, la ville tire son nom des tribus Quitus qui ont précédé les Caras. En langues aborigènes, Quito signifie également « le centre du monde ».
Bien que fondée officiellement par les colons espagnols, les Incas s'y étaient établis environ 50 ans auparavant, dans une zone habitée depuis près de 2500 ans. La ville était un lieu de rencontres et d'échanges pour de nombreuses chefferies andines. Il a été le deuxième centre de l'empire inca jusqu'à ce que les Espagnols fondent la ville de San Francisco de Quito le 6 décembre 1534.
Quito est devenue la capitale de l'Équateur indépendant en 1831. Depuis, elle continue de gouverner l'ensemble des régions du pays, comprenant la Sierra, la Côte, l'Amazonie et les Galápagos.
Le centre névralgique de Quito se trouve au nord de la ville, tandis que plus au sud se situe le centre colonial historique, déclaré Patrimoine de l'Humanité par l'UNESCO en 1978 pour son architecture coloniale.

## Histoire

### Époque précolombienne
On sait que la zone occupée aujourd'hui par la ville de Quito est peuplée depuis au moins 900 ans av. J.-C.
À l'époque pré-incaïque, le site de Quito a déjà une grande importance, en raison de sa situation stratégique. Il est en effet situé au confluent de plusieurs routes d'échanges entre les différents peuples de la région, et est donc le lieu d'intenses échanges commerciaux. Au XVe siècle, ce site est occupé par une ethnie du nom de « Quitus », également appelée « Quillacos ».
Il est annexé à l'Empire inca (capitale : Cuzco) en 1487, ou en 1471 selon d’autres sources, et devient un centre administratif pour le nord de l'empire. Au sud de Quito, à Cuenca, est le lieu de résidence habituel de l'empereur Huayna Capac, qui règne de 1493 à 1527. Son fils, Atahualpa, dernier empereur inca, nait selon Inca Garcilaso de la Vega à Quito.

### Période coloniale
La conquête de l'Empire inca par les conquistadors commandés par Francisco Pizarro a lieu à partir de 1532.
La ville espagnole de Quito est fondée par le conquistador Sebastián de Belalcázar le 6 décembre 1534 sous le nom de « San Francisco de Quito ».
La ville nouvelle présente un style monumental caractéristique de l'urbanisme colonial espagnol, avec la construction de missions catholiques, ainsi que de plusieurs églises : San Francisco, Santo Domingo et la cathédrale San Agustín.

### Période de l'indépendance
En 1822, le général Antonio José de Sucre proclame l'indépendance de l'Équateur. Quito, capitale du pays, est aussi le principal centre économique du pays jusqu'au début du XXe siècle, où elle est supplantée par Guayaquil.
Le 12 février 1949 a lieu un terrible fait-divers : reprenant l'idée d'Orson Welles à New York en 1938, le journal El Comercio lance un canular radiophonique[pas clair] mettant en scène une invasion d'extraterrestres au nord de la capitale. La panique se répand rapidement dans la ville jusqu'à ce que le quotidien se décide à révéler la supercherie. Une foule en colère vient mettre le feu au siège du journal, provoquant la mort d'une quinzaine de salariés et de nombreux blessés graves.
En raison de sa position au cœur de la cordillère des Andes, la ville a connu plusieurs tremblements de terre.

### Principales dates de l'histoire de Quito
- 1538 : Gonzalo Díaz de Pineda, lieutenant de Belacazar, premier maire de la ville.
- 14 mars 1541 : signature à Talavera (Espagne) de l'Ordre Royal, qui concède le titre de Ville à Quito, et enregistre officiellement ses Armes.
- 14 février 1556 : Signature à Valladolid (Espagne), de la Carta Real qui lui décerne le titre de Muy Noble y Muy Leal Ciudad de San Francisco de Quito (« Très Noble et Très Loyale Ville de Saint-François de Quito »).
- 24 mai 1822 : bataille de Pichincha, opposant une armée de patriotes indépendantistes commandée par Antonio José de Sucre à une armée royaliste espagnole dirigée par Melchor de Aymerich (La défaite des royalistes entraîna la libération de Quito).
- 24 septembre 1830 : le premier Congrès national d'Équateur réuni à Riobamba, sous la présidence de José Fernández Salvador, déclare Quito capitale de la république de l'Équateur.
- 17 mai 1944 : Ordonnance municipale qui crée le pavillon (ou drapeau) de la ville de Quito.
- 8 septembre 1978 : l'Unesco la déclare Patrimoine culturel de l'Humanité.
- 20 novembre 1998 : l'Union des villes capitales ibéro-américaines (Unión de Ciudades Capitales Iberoamericanas, UCCI) la distingue comme site majeur de la culture ibéro-américaine.

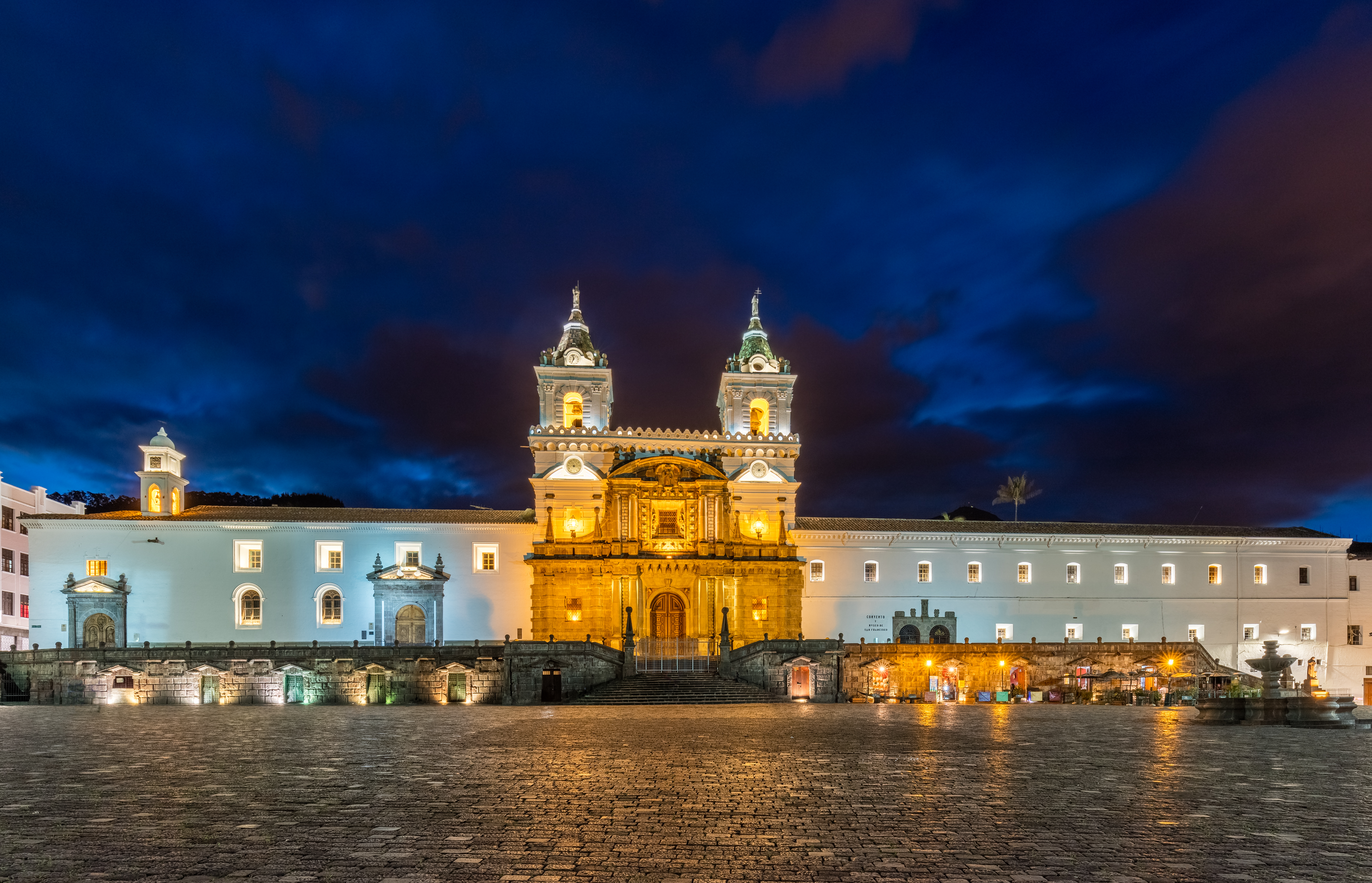
Plaza de San Francisco, Quito.

## Population
La population de la ville de Quito est de 1 763 275 habitants, selon l'Institut National de Statistique et de Recensement (INEC), ce qui en fait la deuxième ville la plus peuplée du pays après Guayaquil.
Évolution de la population de la ville et du district métropolitain de Quito

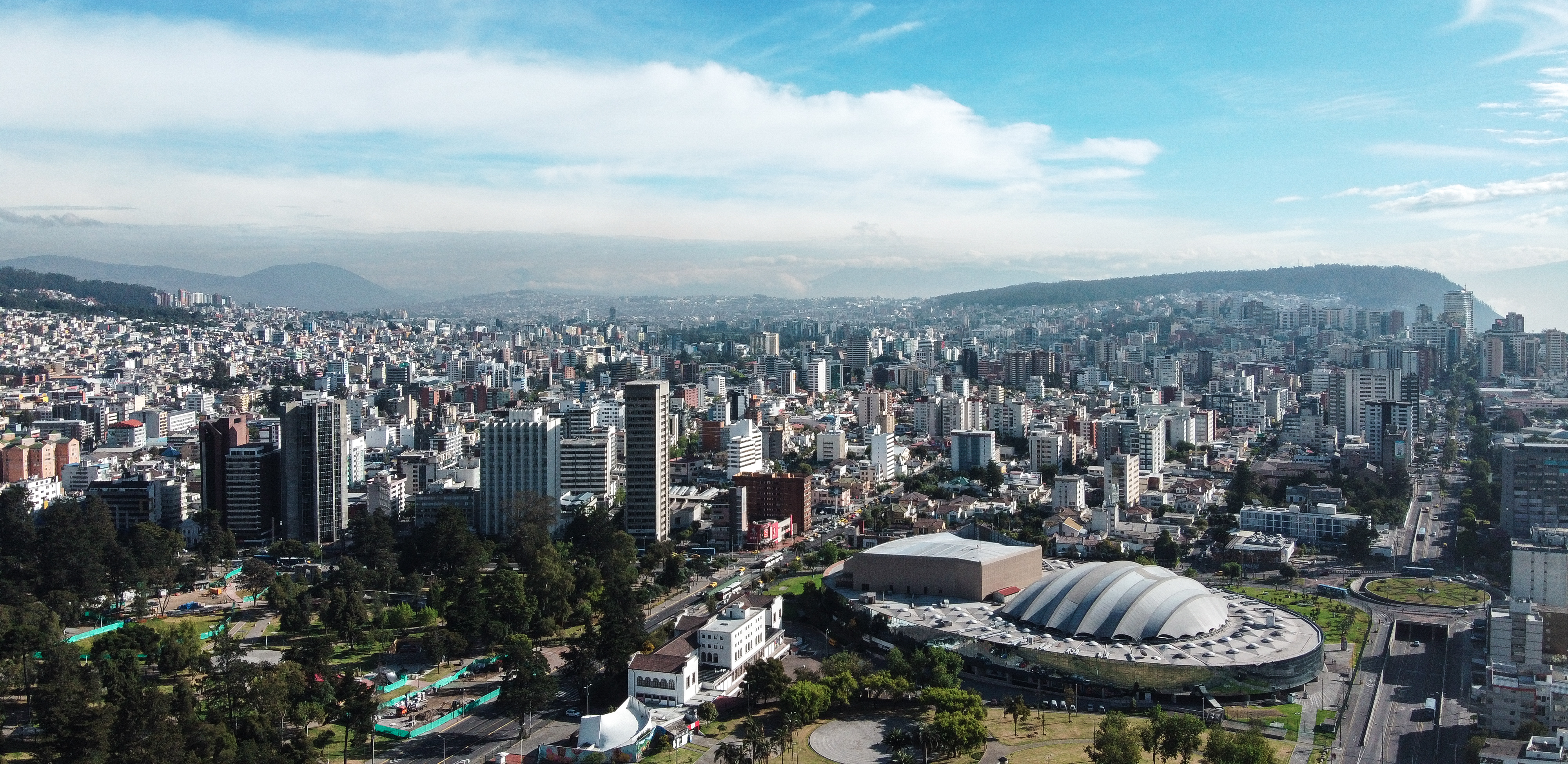
Vue du nord de la ville.

| Année | Ville     | District métropolitain |
| ----- | --------- | ---------------------- |
| 1950  | 209.932   | 319.221                |
| 1962  | 354.746   | 510.286                |
| 1974  | 599.828   | 782.651                |
| 1982  | 866.472   | 1.116.035              |
| 1990  | 1.100.847 | 1.409.845              |
| 2001  | 1.399.378 | 1.839.853              |
| 2010  | 1.619.432 | 2.239.191              |
| 2022  | 1.763.275 | 2.679.722              |

## Climat
Le climat de Quito est classé comme Cfb dans la classification de Köppen, soit océanique et tempéré. La température moyenne annuelle y est de 13,9 °C, et il y tombe 1 273 mm de pluie par an. L’amplitude thermique à Quito est plutôt resserrée, avec des maximales atteignant 22 °C en moyenne (de 21 °C en janvier à 23 °C en juillet) et des minimales descendant à 7 °C sur l’année.

## Tourisme

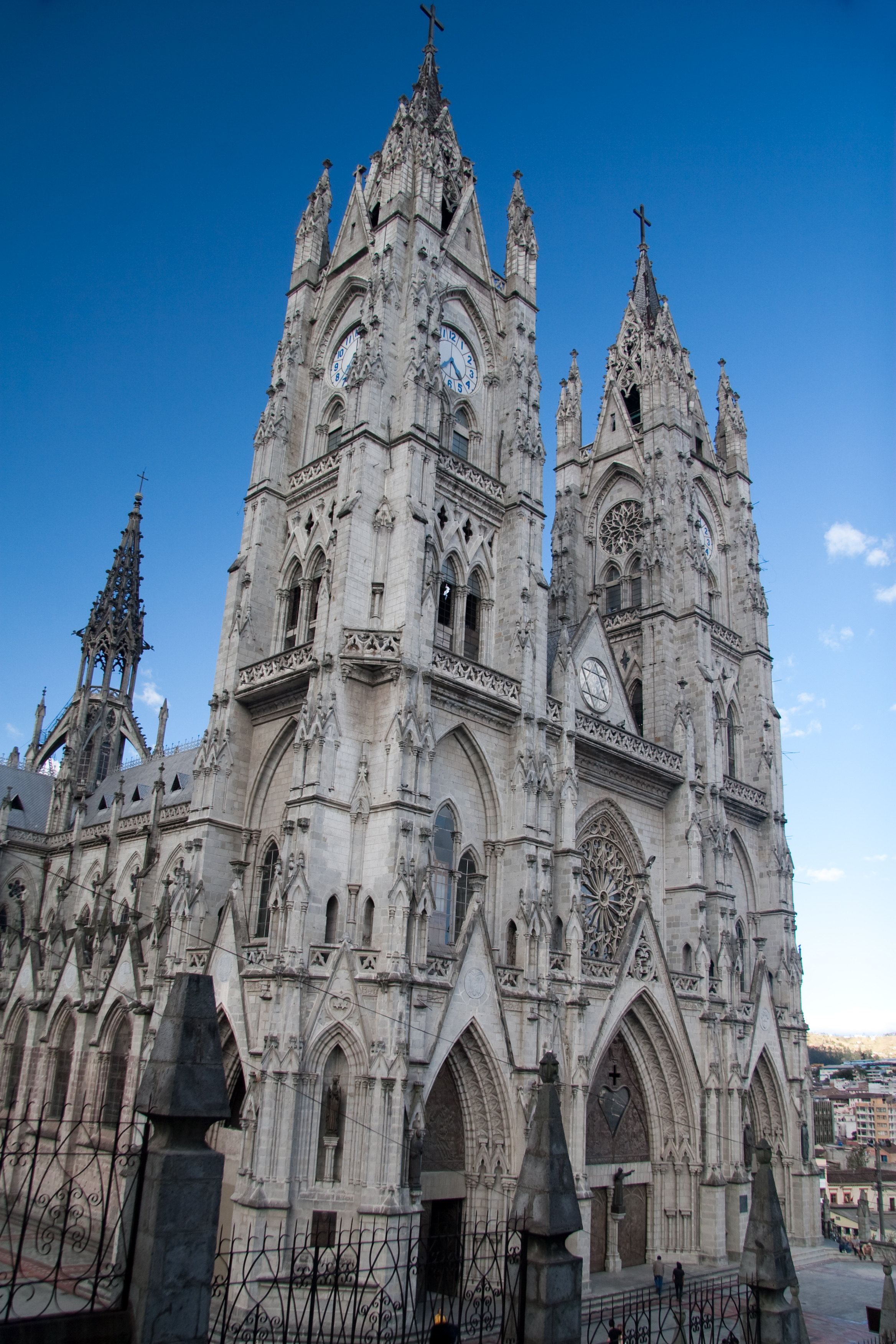
Basilique du Vœu National de Quito

Quito est la ville la plus visitée de l'Équateur en raison de sa richesse culturelle, la structure moderne de la ville se marie parfaitement avec le centre historique. Entourée par les volcans Pichincha, Antisana, Cotopaxi et Cayambe, la ville offre une magnifique vue sur les Andes.
Quito est le premier site déclaré Patrimoine mondial par l'Unesco. Son centre historique est le plus grand et le mieux préservé d'Amérique Latine.
La ville a connu une croissance soutenue de ses statistiques touristiques jusqu'à la pandémie de COVID-19. En 2019, la ville a accueilli plus de 680 000 touristes  internationaux, principalement en provenance des États-Unis, de Colombie et d'Espagne.
C'est ainsi que Quito s'est affirmée comme une destination touristique prometteuse en Amérique latine, remportant de manière consécutive le prix du "Destino Líder de Sudamérica" aux prestigieux World Travel Awards de 2013 à 2019, souvent qualifiés d'"Oscars du tourisme".

## Sites et monuments
- La place de l'Indépendance.
- La Cathédrale métropolitaine, achevée en 1565, a été, comme la plupart des églises équatoriennes, construite sur d'anciens sites religieux incas.
- Le palais de Carondelet, siège du gouvernement.
- Le palais de l'Évêché (1700).
- L'hôtel de ville (1973).
- L'hôtel Plaza Grande (ancien hôtel Majestic, 1936).
- Le couvent Saint-Augustin (1580) (Iglesia y Convento de San Agustin).
- Le couvent Saint-Dominique (1581) (Iglesia y Convento de Santo Domingo).
- L'église du Tabernacle (1657).
- L'église de la Compagnie de Jésus (1605) (Iglesia de la Compañia de Jesus).
- L'église de la prière (Iglesia de Oro).
- L'église Sainte Claire (Iglesia de San Clara)
- L'église du Sacré-Coeur (Iglesia de El Sagrario).
- L'église haute des Carmélites (Iglesia de El Carmen Alto Garcia Moreno) et son magnifique cloître.
- L'église basse des Carmélites (Iglesia de El Carmen Bajo)
- L'église Saint Dominique (Iglesia de San Domingo).
- L'église Saint Jacques (Iglesia de Santiago).
- L'ancienne université Saint-Grégoire le Grand des Jésuites (1597).
- La place Saint-François (1534).
- L'église et le couvent Saint-François (1535). (Iglesia y Convento de San Francisco).
- La basilique de la Vierge de la Pitié (1700) (Basilica de Nuestra Señora de la Merced).
- L'ancien hôpital de la Pitié (aussi appelé Hôpital Saint-Jean de Dieu, 1565).
- La rue coloniale La Ronda (XVIe siècle).
- Le palais Chiriboga (1936).
- Le théâtre national Sucre (1887).
- Le théâtre Bolívar (1933).
- La basilique du Vœu national (1893) (Basilica del Voto Nacional).
- Le Centre équatorien d'art contemporain.
- La Vierge de Quito, statue monumentale au sommet de la colline appelée El Panecillo.
- Le musée Guayasamin et La Chapelle de l'Homme (Capilla del Hombre)

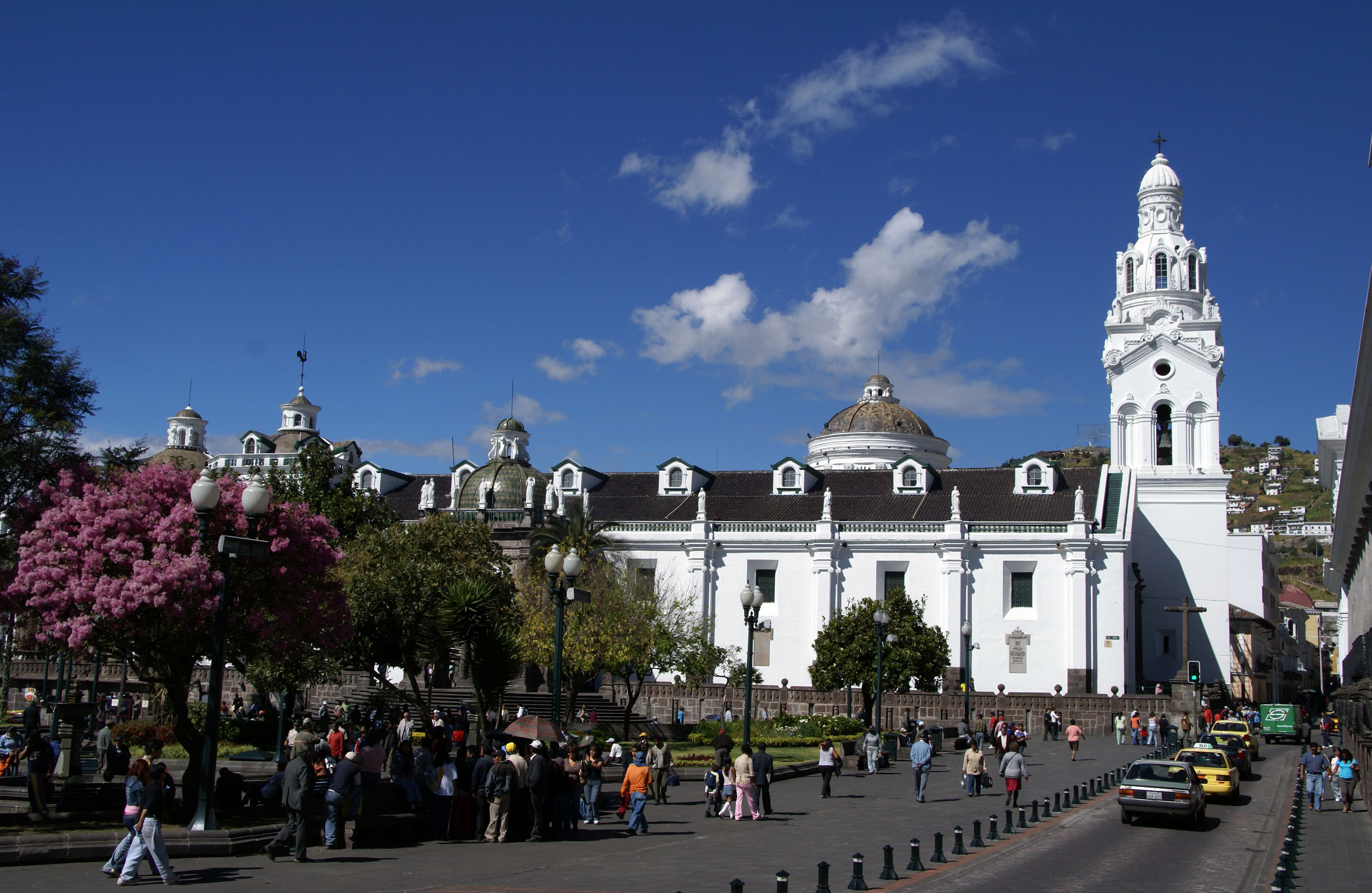
Cathédrale métropolitaine.
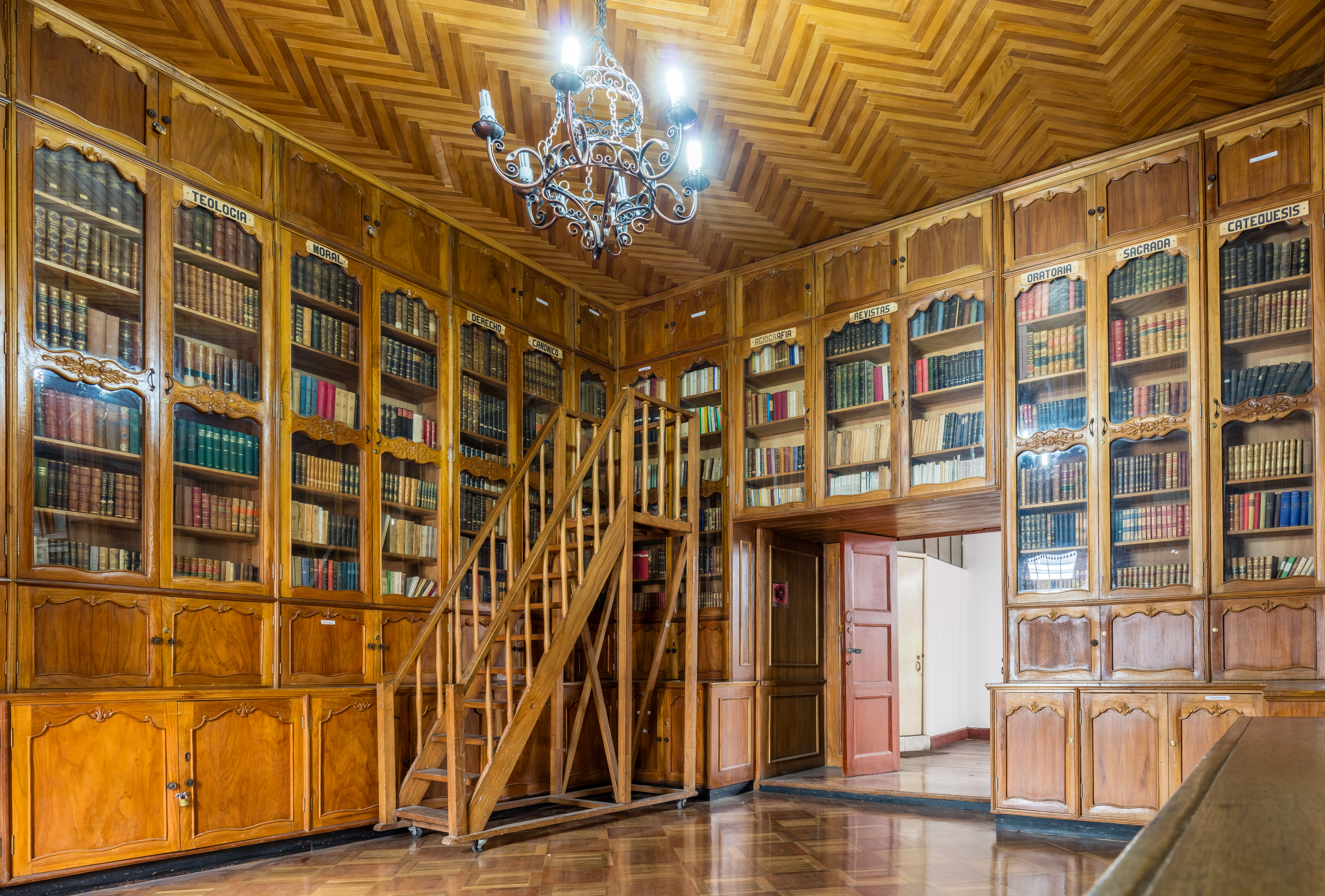
Bibliothèque du musée de la cathédrale.
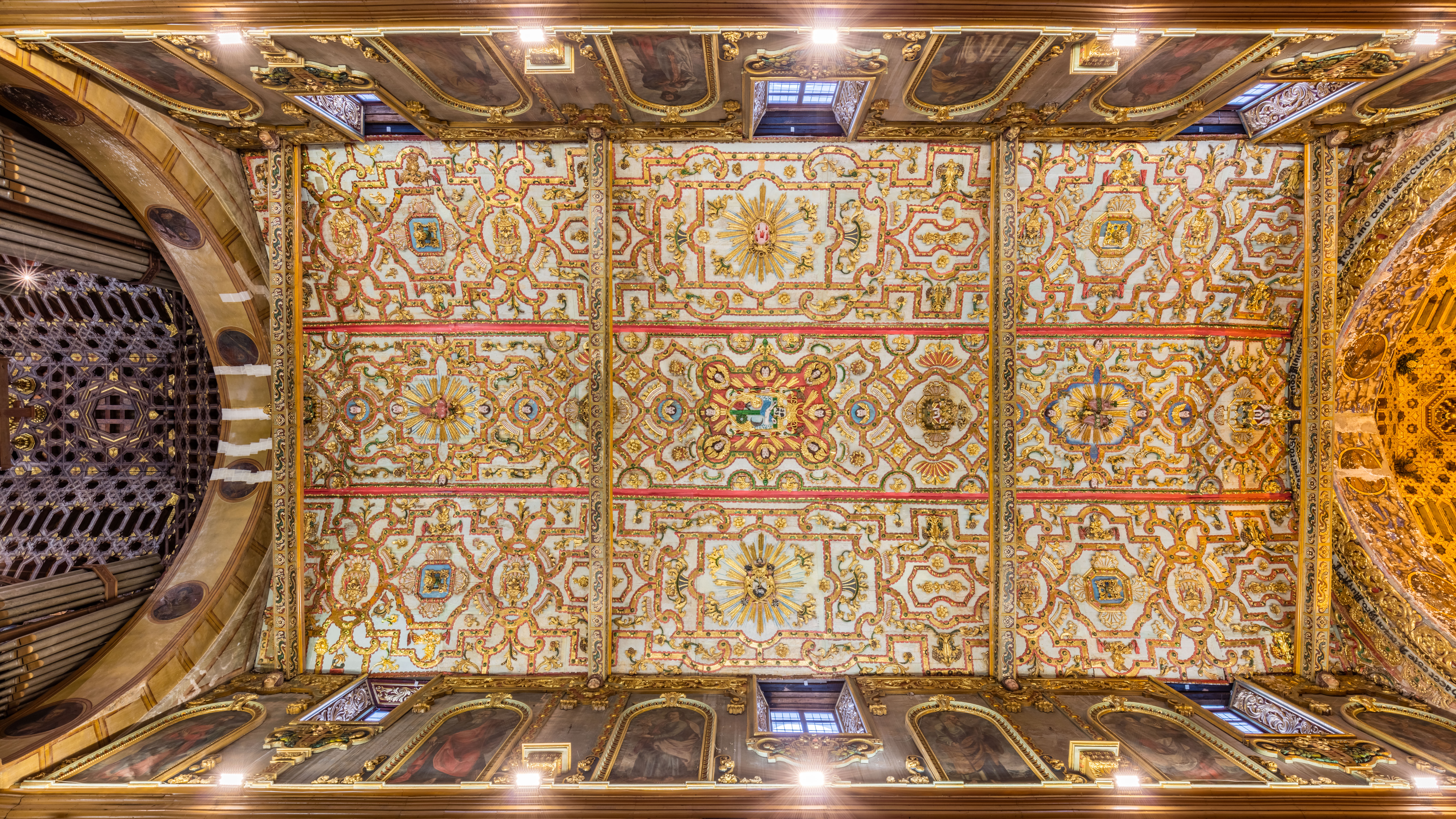
Le plafond de l'église Saint-François. Juillet 2015.
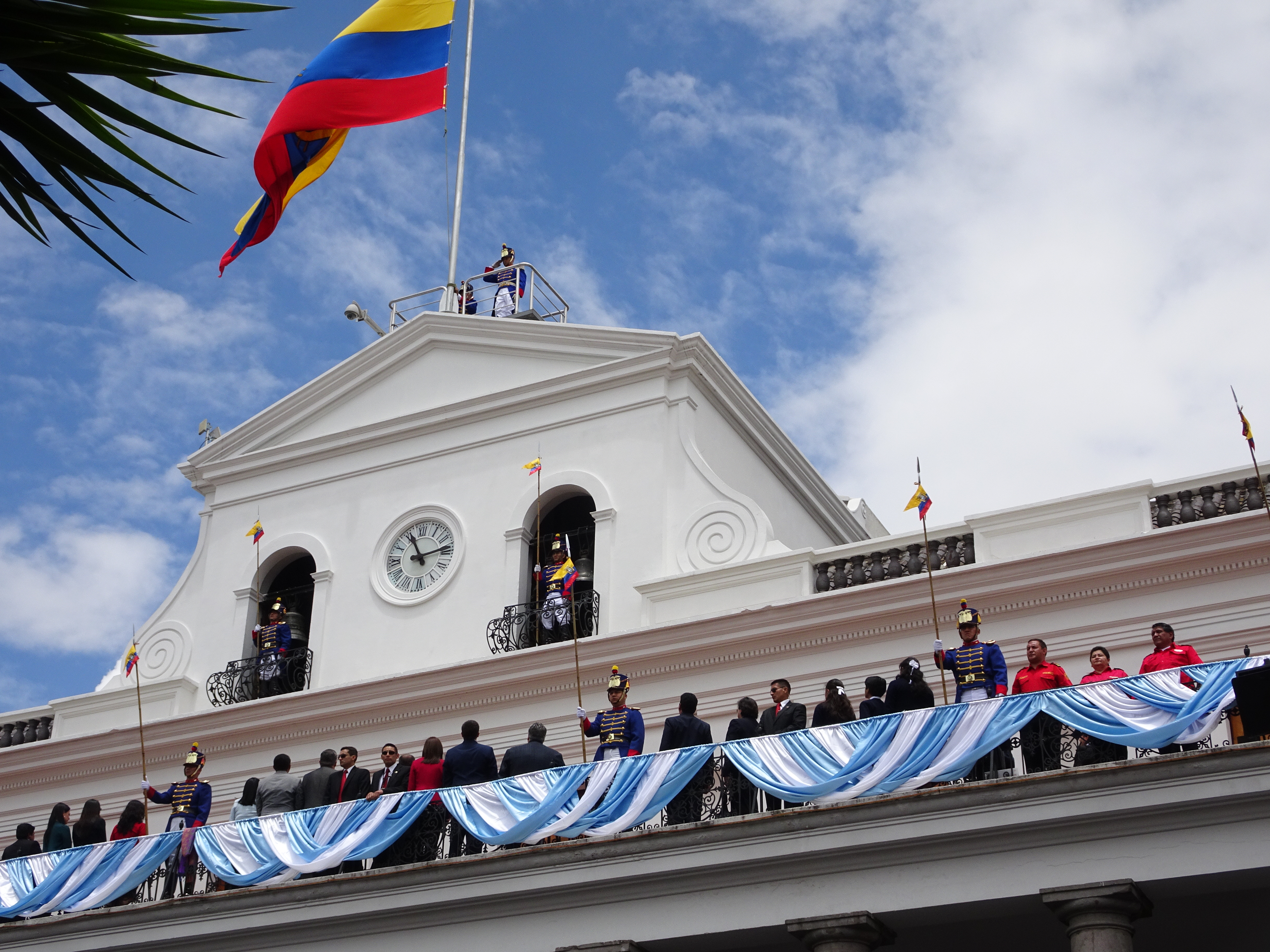
La place de l'Indépendance.
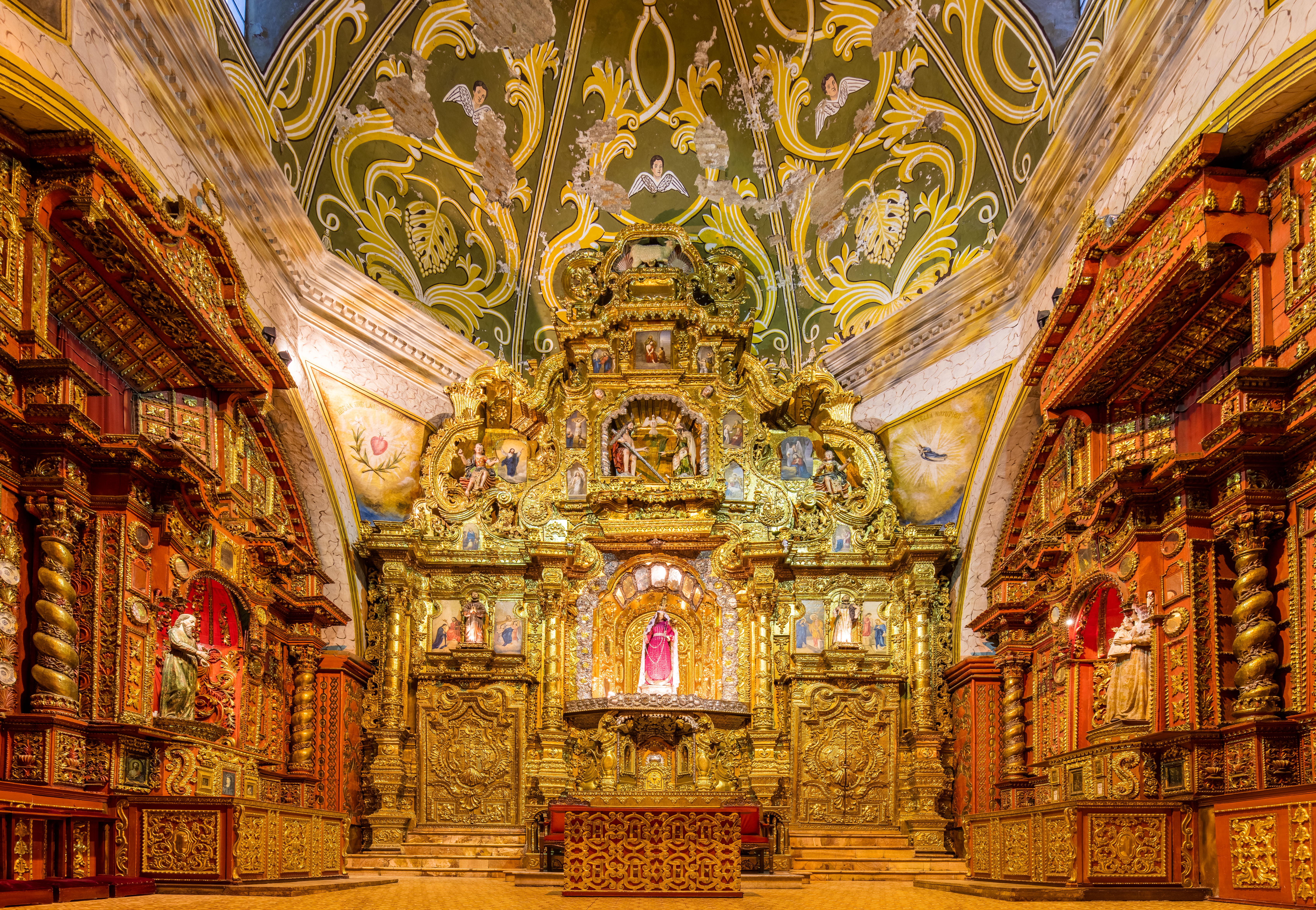
Le retable de l'église Saint-Dominique.

## Culture
Le festival de cinéma Equis, festival du film féministe a lieu à Quito tous les ans, depuis 2019.

## Enseignement
La ville dispose d'une excellente infrastructure éducative, tant dans le secteur public que privé. L'enseignement public à Quito, tout comme dans le reste du pays, est gratuit jusqu'à l'université.
Plusieurs établissements éducatifs de la ville jouissent d'une grande renommée. La ville se trouve dans le régime de la Sierra, ce qui signifie que les cours commencent au début du mois de septembre et se terminent après 200 jours d'enseignement, en juillet.
- EPN — École polytechnique nationale (établissement public)
- FLACSO — Faculté Latino-américaine des sciences sociales (établissement public)
- IAEN — Institut des hautes études nationales (établissement public)
- PUCE — Université pontificale catholique d'Équateur (établissement privé)
- UASB — Université andine Simón-Bolívar (établissement public)
- UCE — Université centrale de l'Équateur (établissement public)
- UDLA — Université des Amériques (établissement privé)
- ESPE — Université des Forces Armées (établissement public)
- UDH — Université des Hémisphères (établissement privé)
- UDET — Université des Spécialités Touristiques (établissement privé)
- UAW — Universidad Intercultural de las Nacionalidades y Pueblos Indígenas Amawtay Wasi (de) (établissement public)
- UIDE — Université Internationale de l'Équateur (établissement privé)
- UISEK — Université Internationale SEK Équateur (établissement privé)
- UMET — Université Métropolitaine (établissement privé)
- UPS — Université Polytechnique Salesienne (établissement privé)
- USFQ — Université San Francisco de Quito (établissement privé)
- UTI — Université technologique Indoamérica (établissement privé)
- UISRAEL — Université technologique Israël (établissement privé)
- UTE — Université UTE (es) (établissement privé)

## Transports
Quito bénéficie de divers réseaux de transport, notamment des bus et des trolleybus qui quadrillent la ville, ainsi qu'une ligne de métro composée de 15 stations. Bien que la voiture et le taxi demeurent largement utilisés, on observe également un développement du cyclisme au cours des dernières années.

### Aérien
Le nouvel aéroport international Mariscal Sucre a été inauguré le 20 février 2013. C'est le principal aéroport de l'Équateur. L’aéroport est placé sur une plaine, dans la localité de Tababela, à 25 kilomètres du Centre Historique de la capitale.

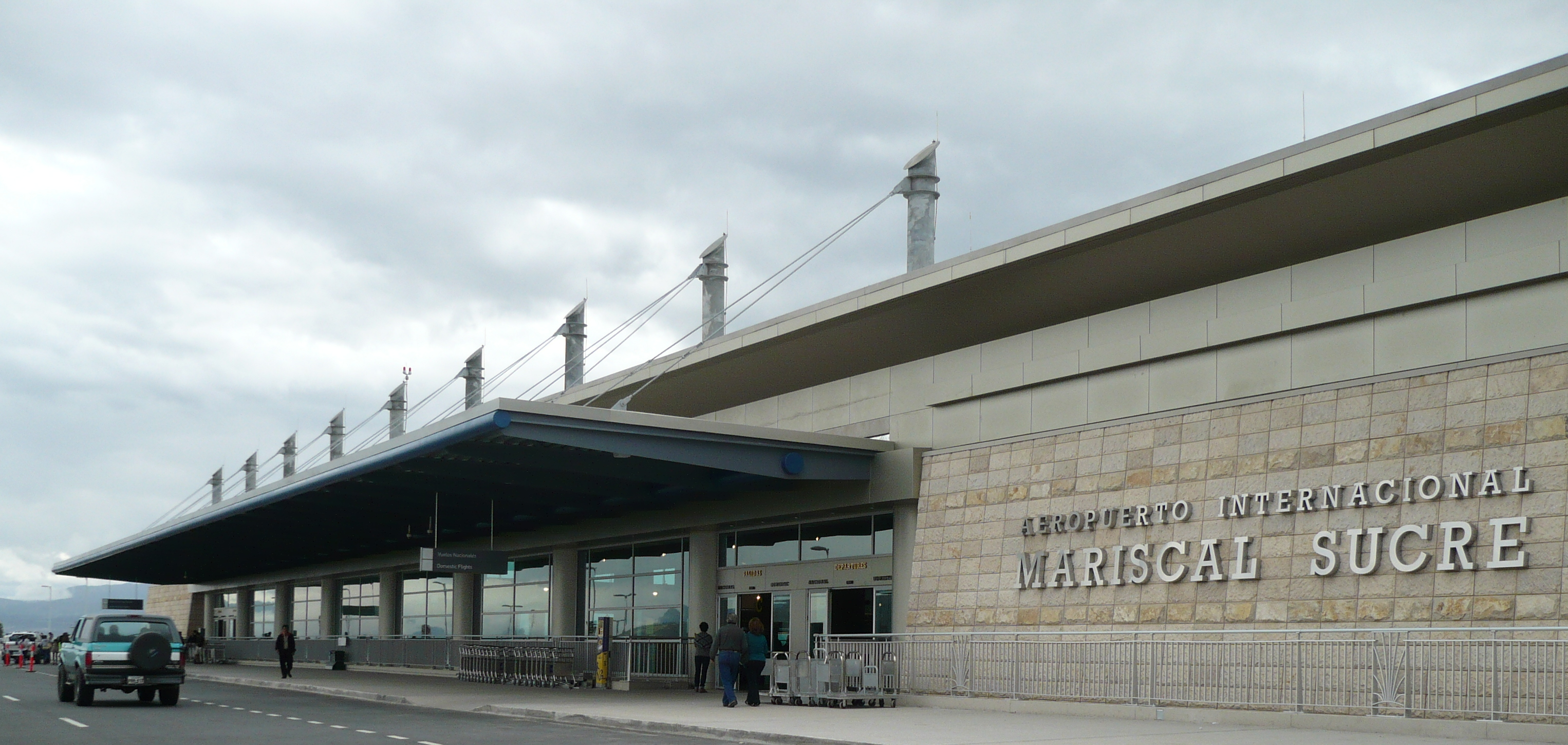
Aéroport international Mariscal Sucre.

L'aéroport dispose d'une piste de 4 100 mètres (la plus longue d'Amérique du Sud), ainsi que de la tour de contrôle la plus haute d'Amérique latine.
L'aéroport précédent, également nommé Mariscal Sucre, a été transformé en un parc de 125 hectares, nommé Parc Bicentenaire. Il est le plus grand parc de la ville de Quito.

### Système de vélo BiciQ
Quito dispose d'une offre de vélos en libre service nommé « BiciQ »  composé de stations dans les centres commerciaux, les centres touristiques, Banques, parcs, etc.

### Cyclisme
Le Ciclopaseo est un projet organisé localement dans le but de promouvoir le cyclisme urbain, le développement durable, et l'esprit communautaire. Un itinéraire de 30 km allant du Nord au Sud de la ville est fermé à la circulation tous les dimanches de 8 h jusqu'à 14 heures pour donner la préférence au cyclisme et aux piétons. Le projet est mené en coopération avec la municipalité,,.

### Métro
Le Métro de Quito a été inauguré le 1er décembre 2023.
Il comprend une seule ligne de 15 stations, traversant la ville du sud au nord, de Quitumbe à El Labrador.

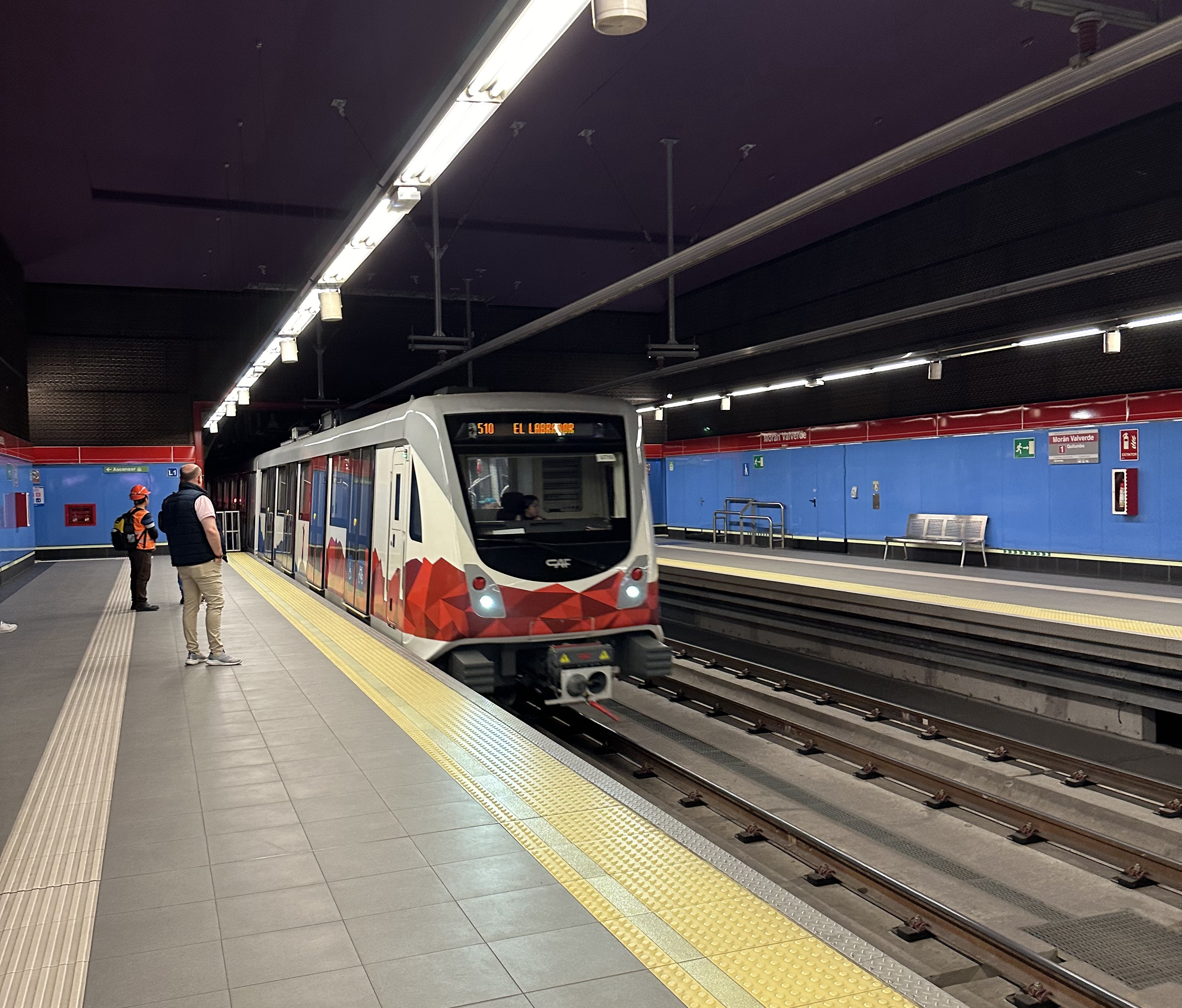
Station Morán Valverde

Plan du métro

## Sport
La ville compte de nombreux clubs de football :
- América de Quito
- SD Aucas
- Deportivo Quito
- El Nacional
- LDU Quito
- Universidad Católica
- CD Espoli

## Relations internationales

### Jumelage
La ville de Quito est jumelée avec les villes suivantes :
- Buenos Aires, Argentine
- Brasilia, Brésil
- Porto Alegre, Brésil
- La Paz, Bolivie
- Toronto, Canada
- Vancouver, Canada
- Santiago de Chile, Chili
- Valparaiso, Chili
- Bogota, Colombie
- Santiago de Cali, Colombie
- San José, Costa Rica
- Dubaï, Émirats arabes unis
- Barcelone, Espagne
- Madrid, Espagne
- Coral Gables, États-Unis
- Louisville (Kentucky), États-Unis (1962)
- Saint Paul (Minnesota), États-Unis
- Mexico, Mexique
- Jérusalem, Israël
- San Juan, Porto Rico
- Managua, Nicaragua
- Londres, Royaume-Uni
- Santo Domingo, République dominicaine
- Montevideo, Uruguay
- Cracovie, Pologne
- Caracas, Venezuela

## Quito en images

Vue panoramique de Quito.
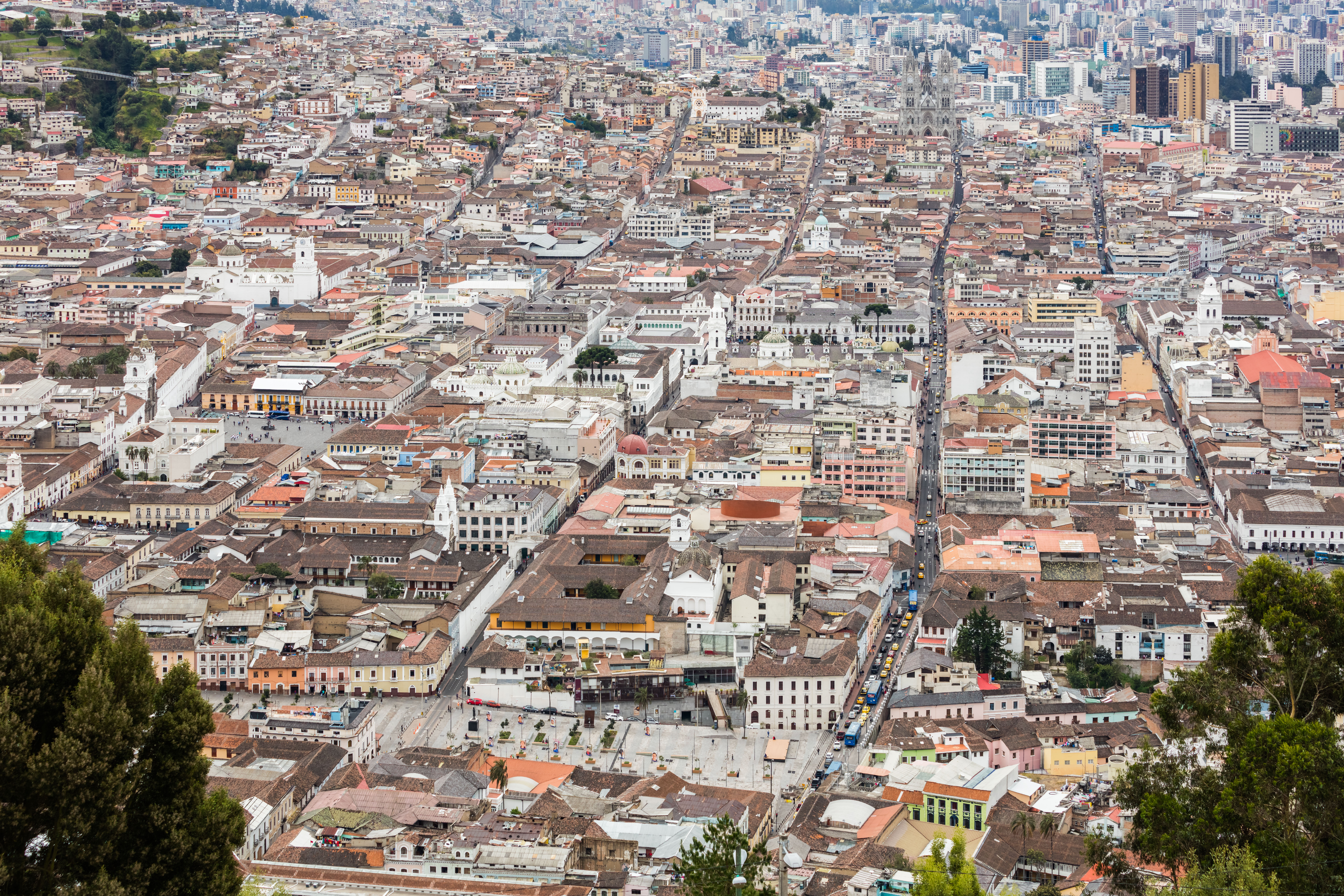
Centre historique.
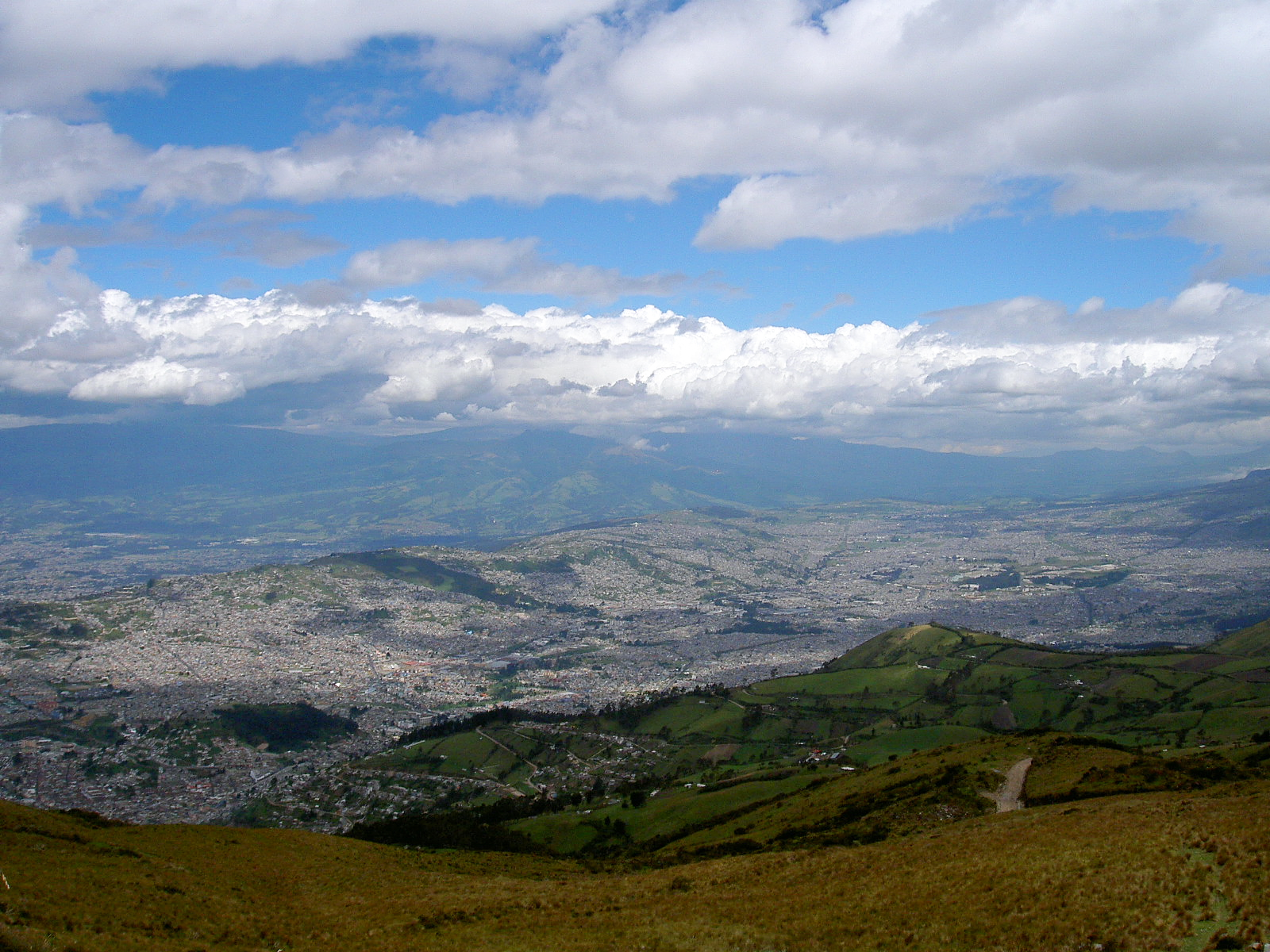
Quito vue du volcan Guagua Pichincha.
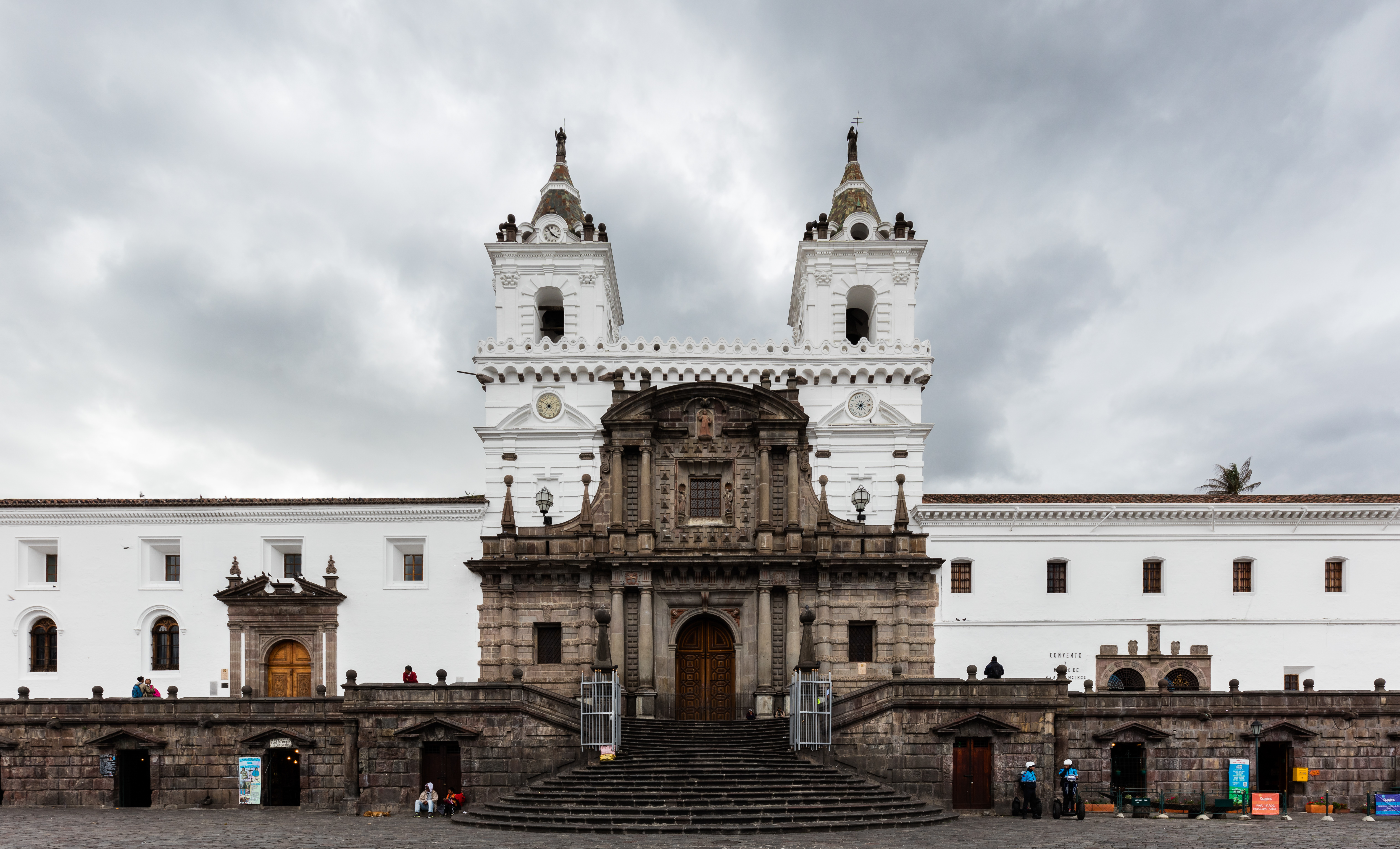
Église et couvent de Saint-François.
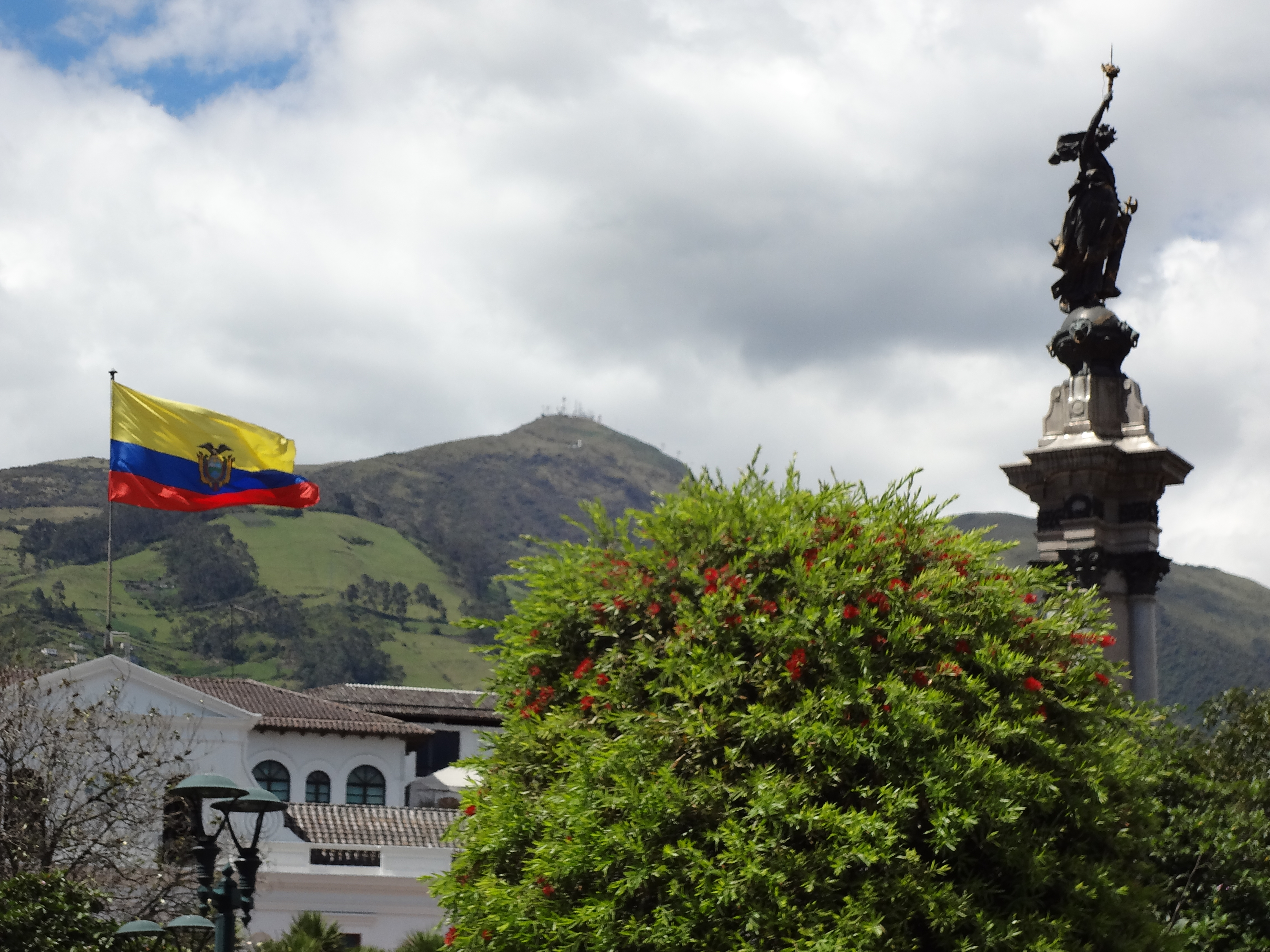
Place de l'Indépendance dans le Vieux Quito & Le drapeau d’Équateur.
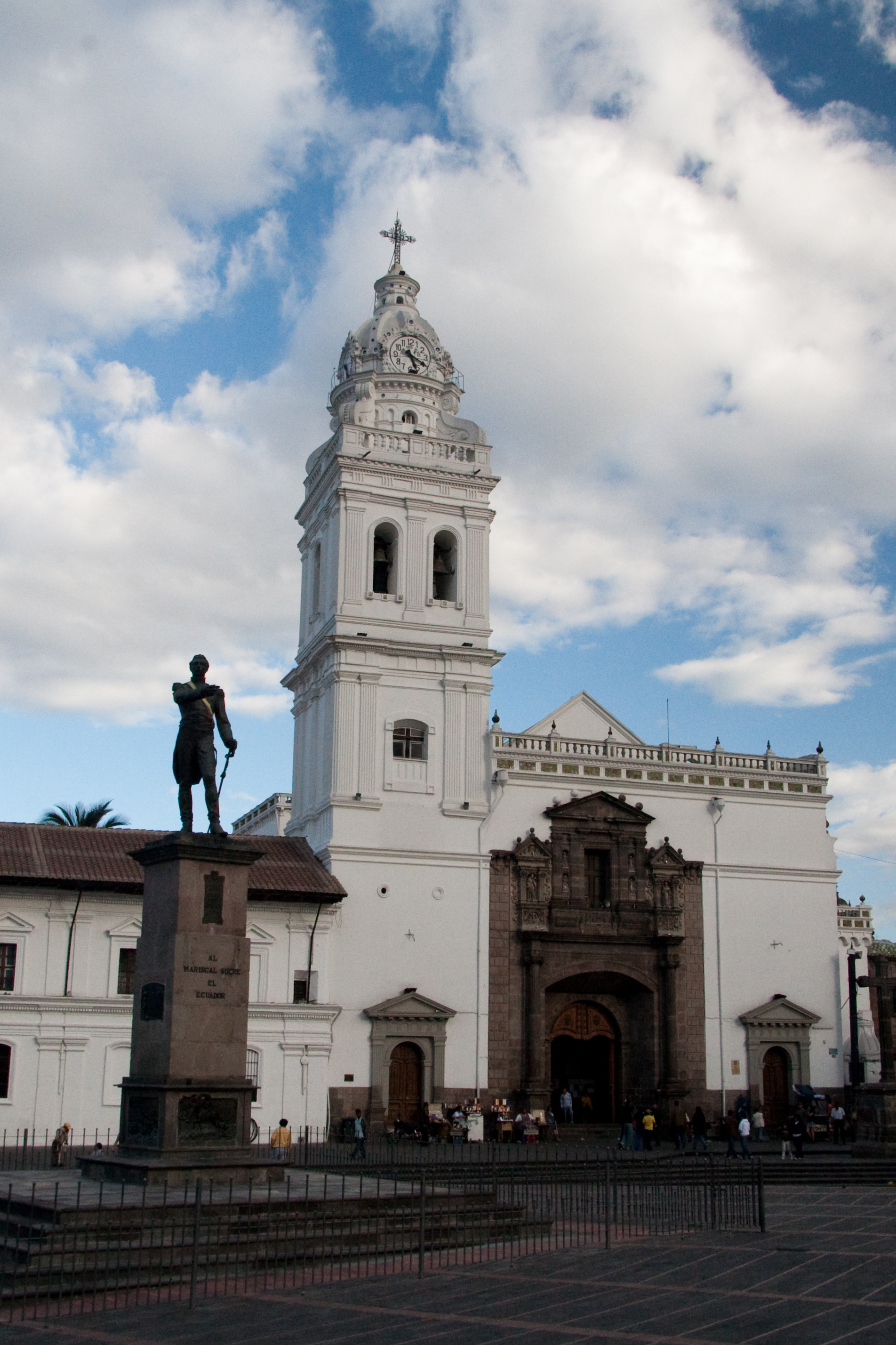
Église de Saint Domingue.
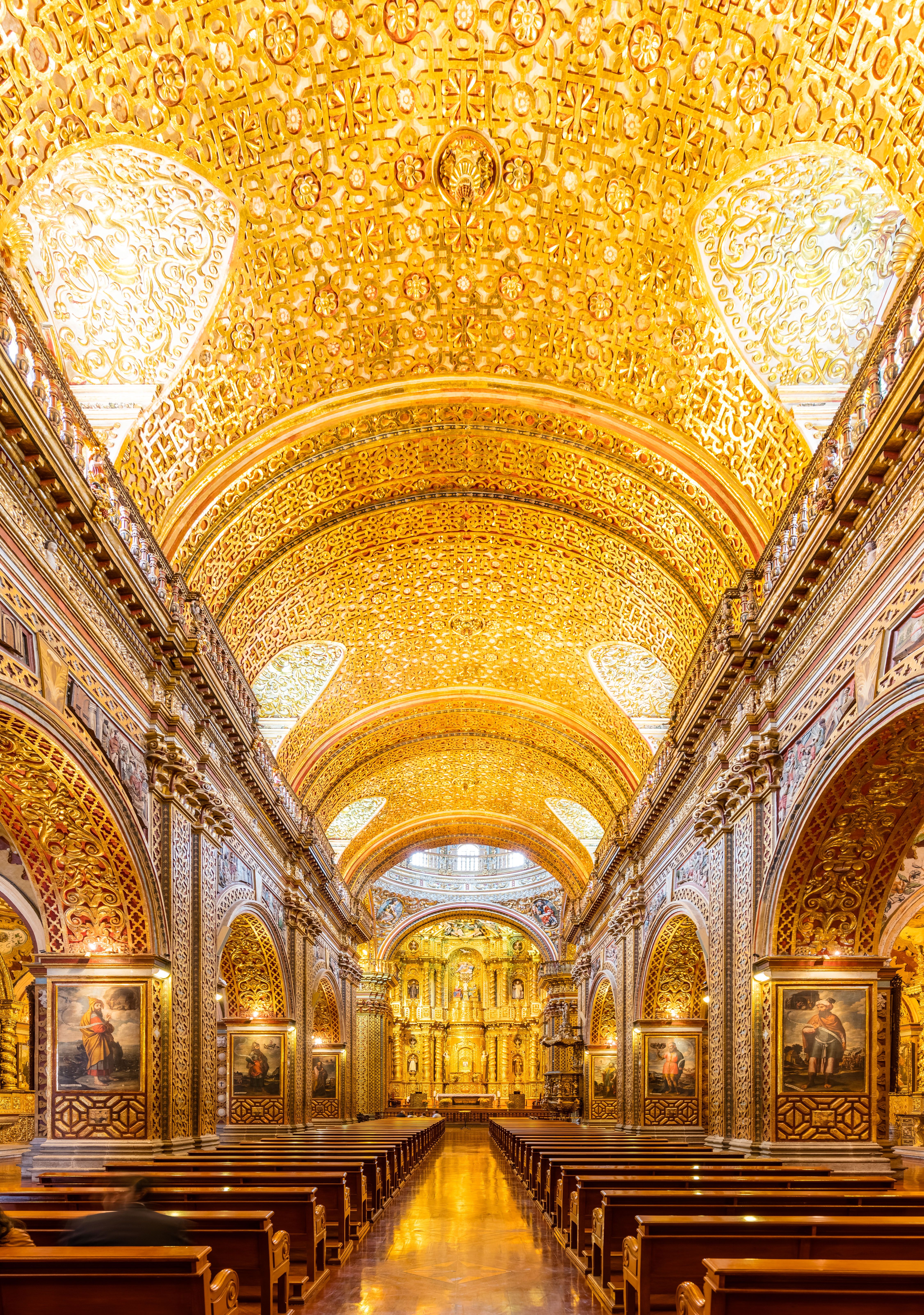
Église de la Compagnie de Quito.
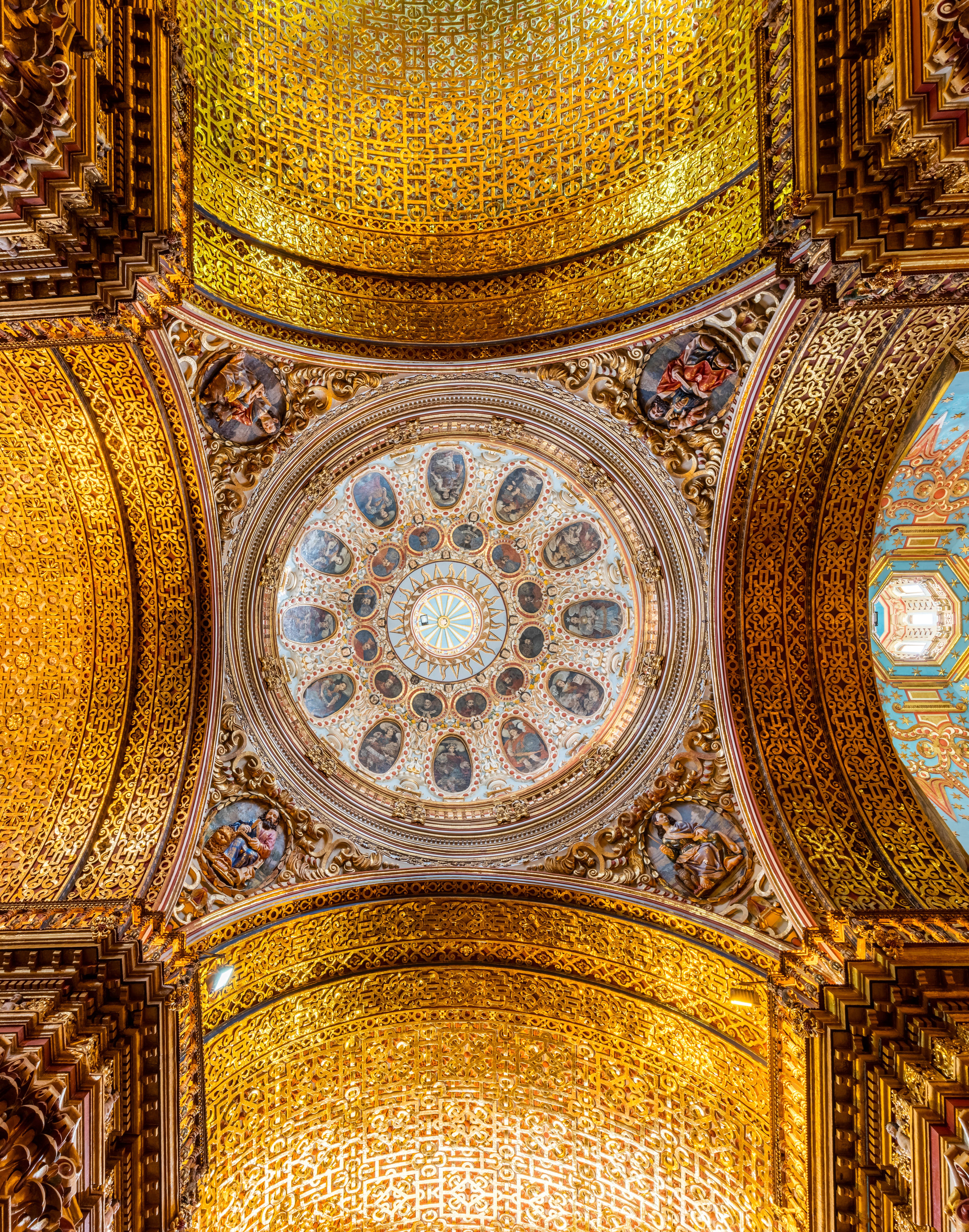
Église de la Compagnie de Quito.
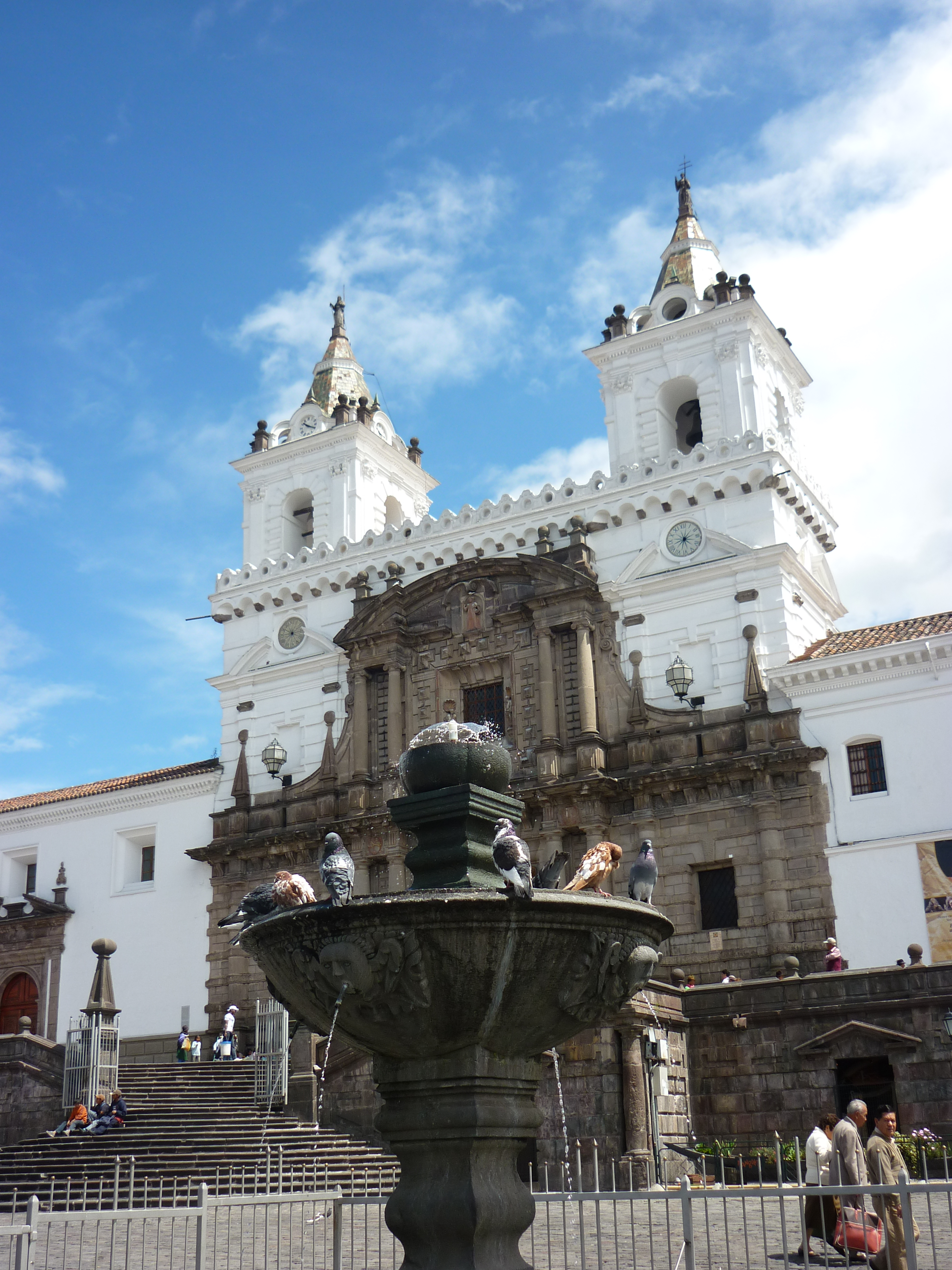
Église et couvent de  San Francisco Quito.
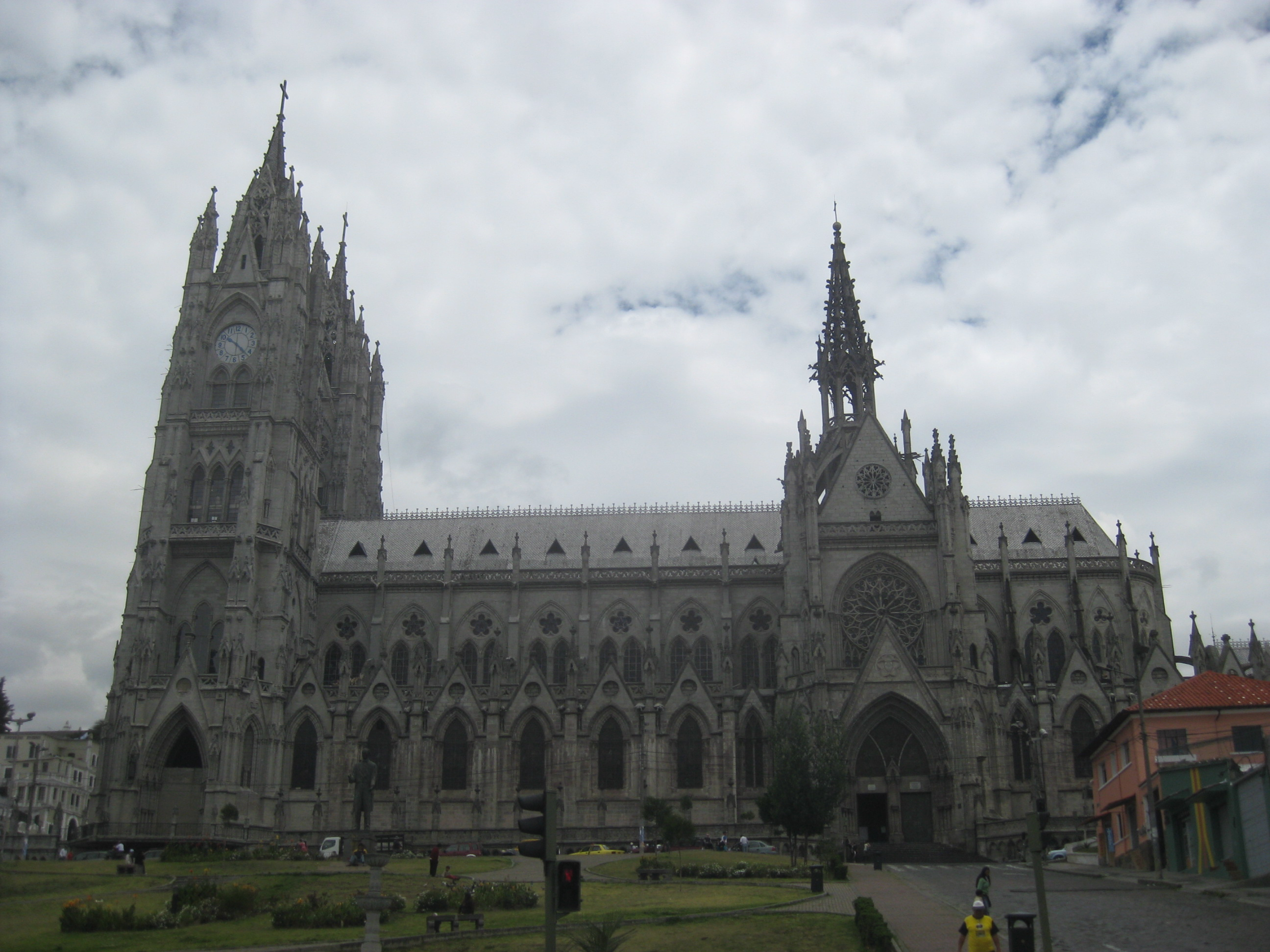
Basilique Voto Nacional - Quito.
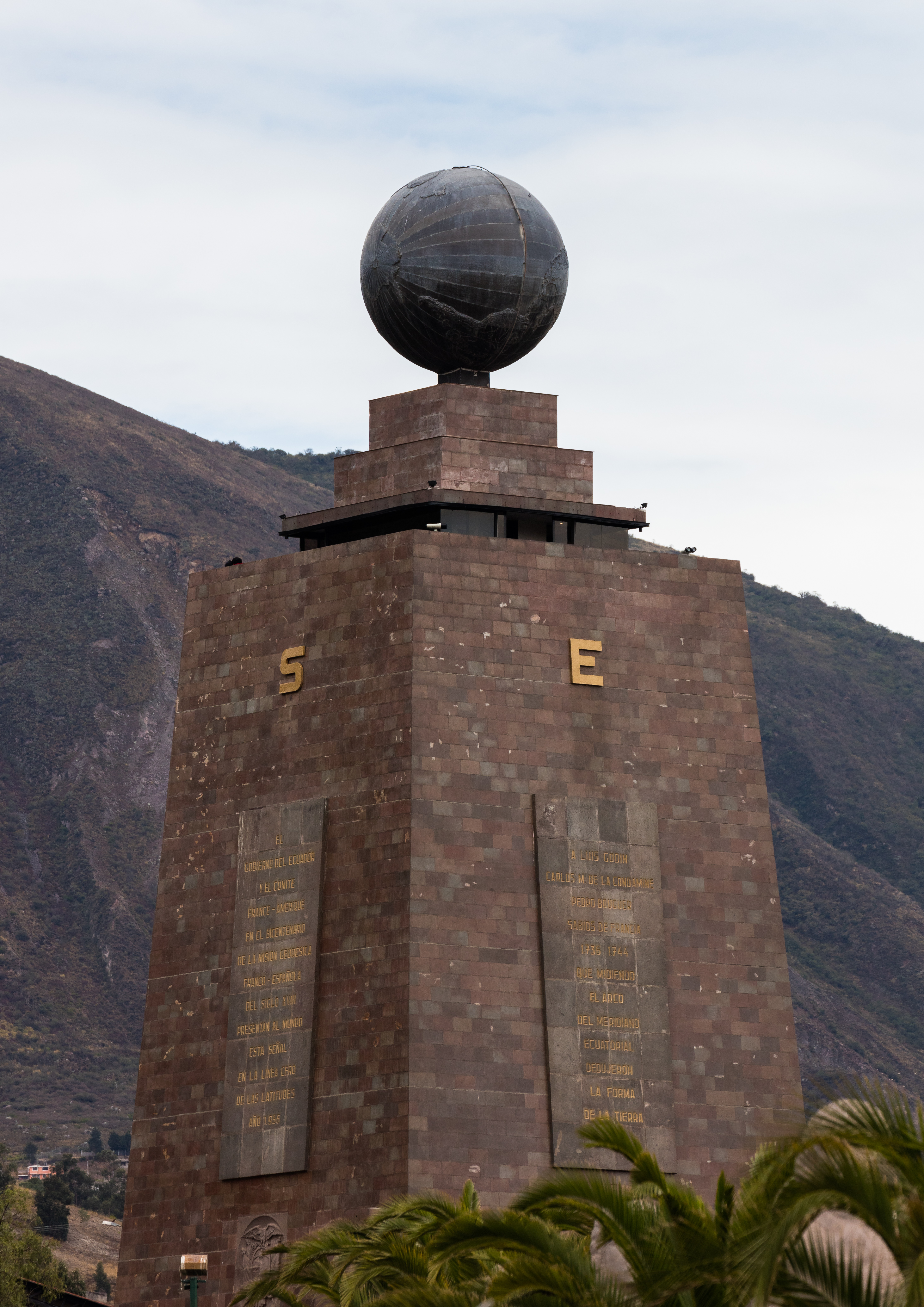
Mitad del mundo.
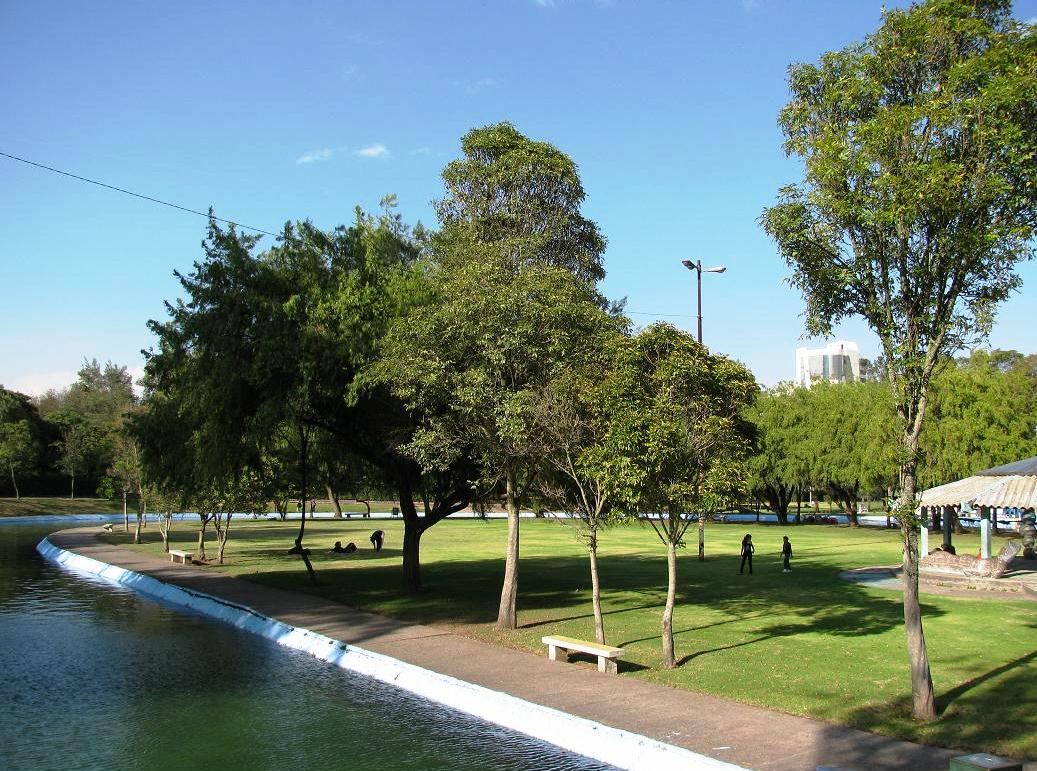
Parque La Carolina (es).
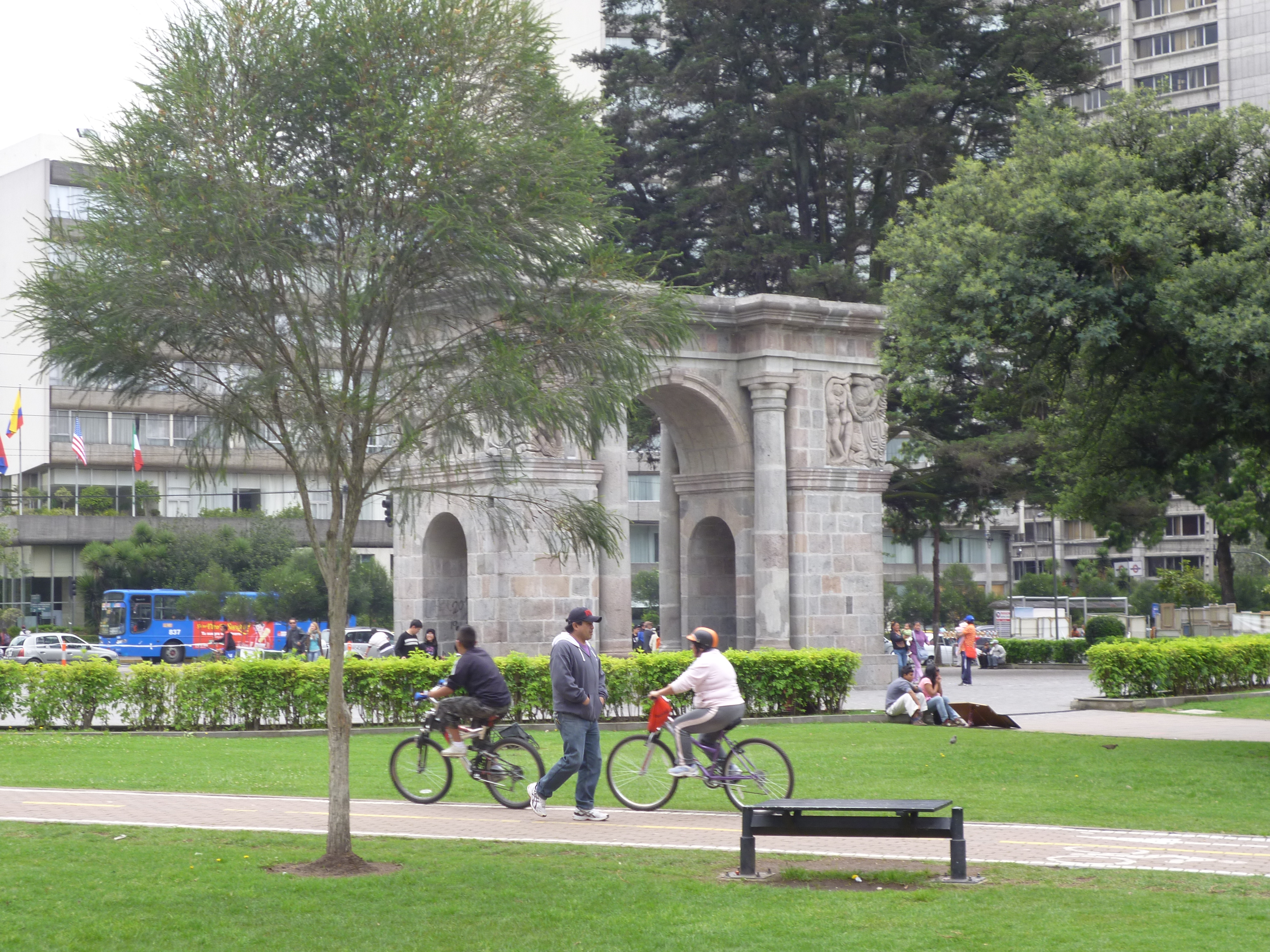
Parque El Ejido Quito Ecuador.
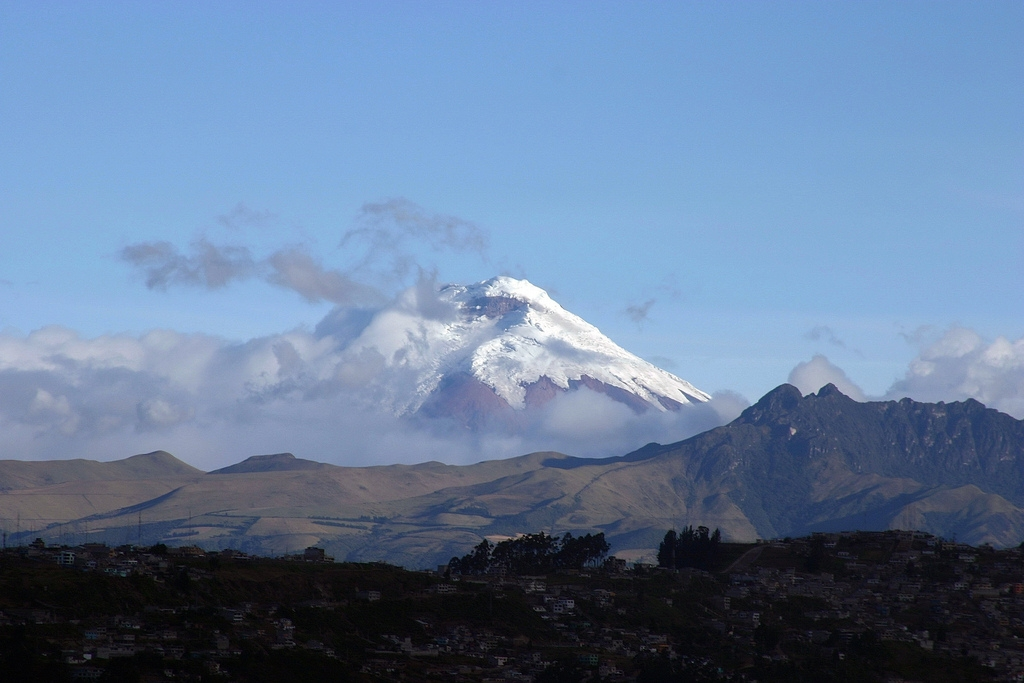
Le Cotopaxi, stratovolcan à proximité de Quito(5 897 m).
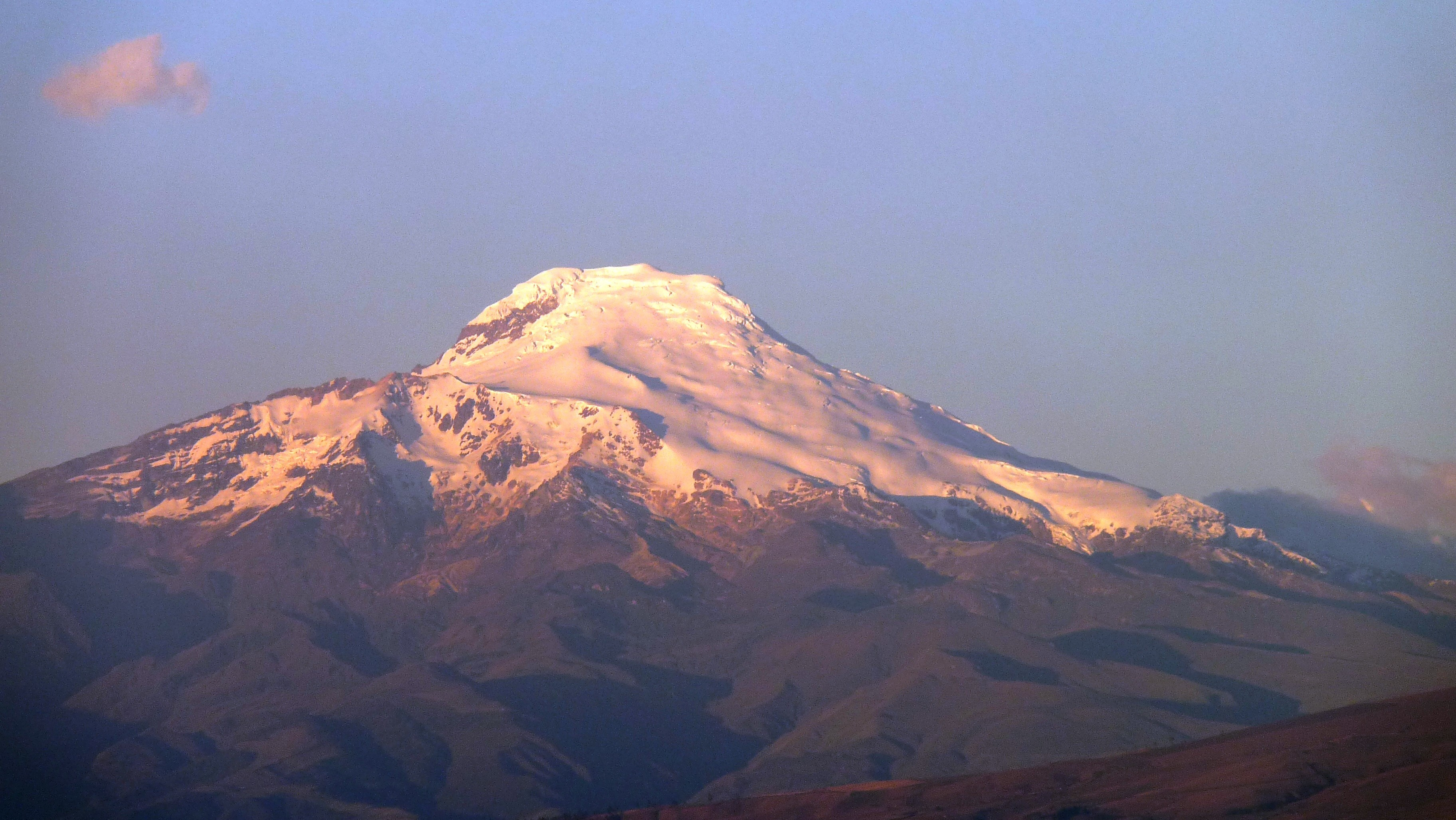
Volcan Cayambe, l'extérieur de Quito (5 690 m).
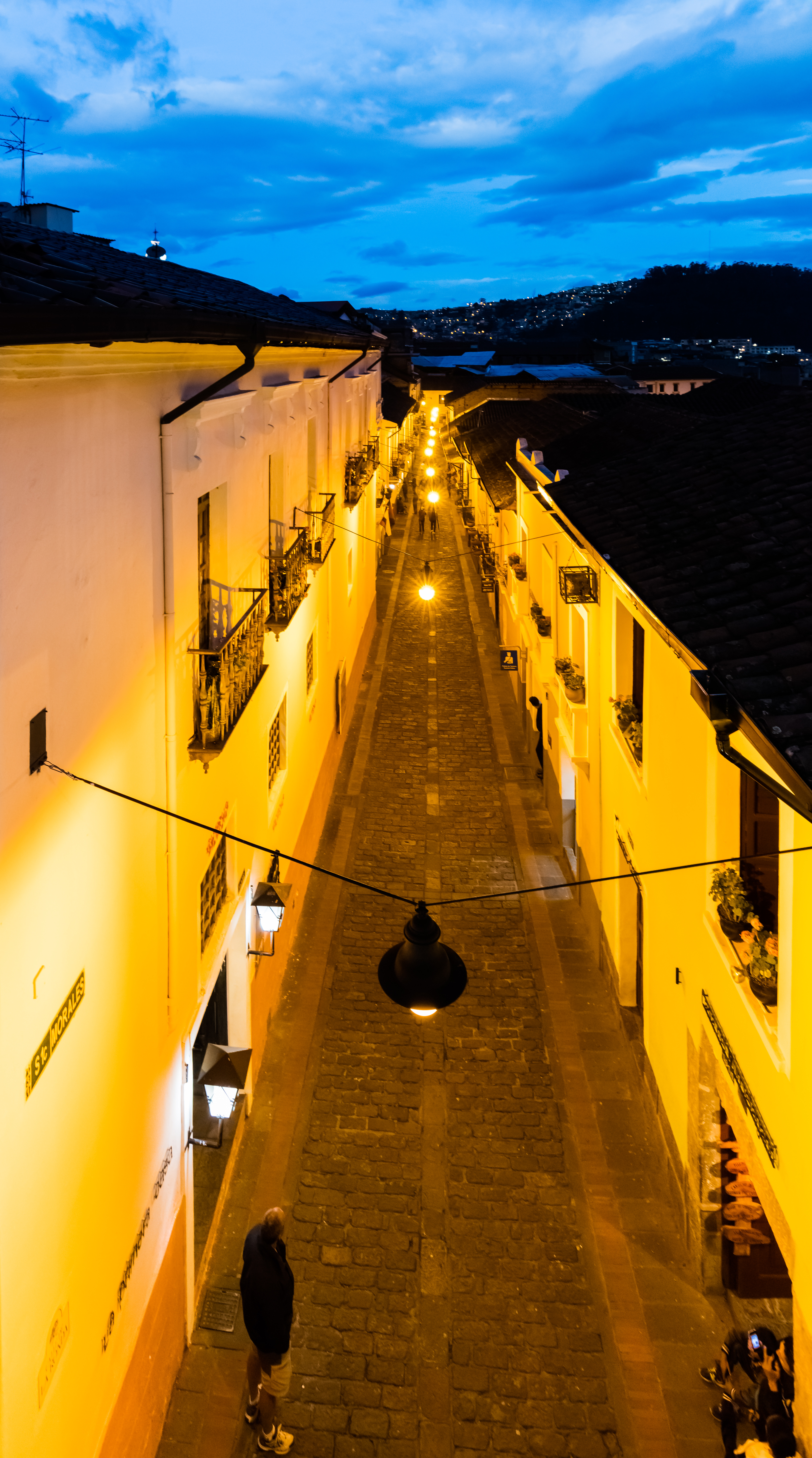
Rue de la Ronda.
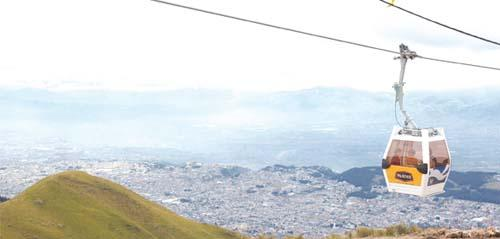
TelefériQo
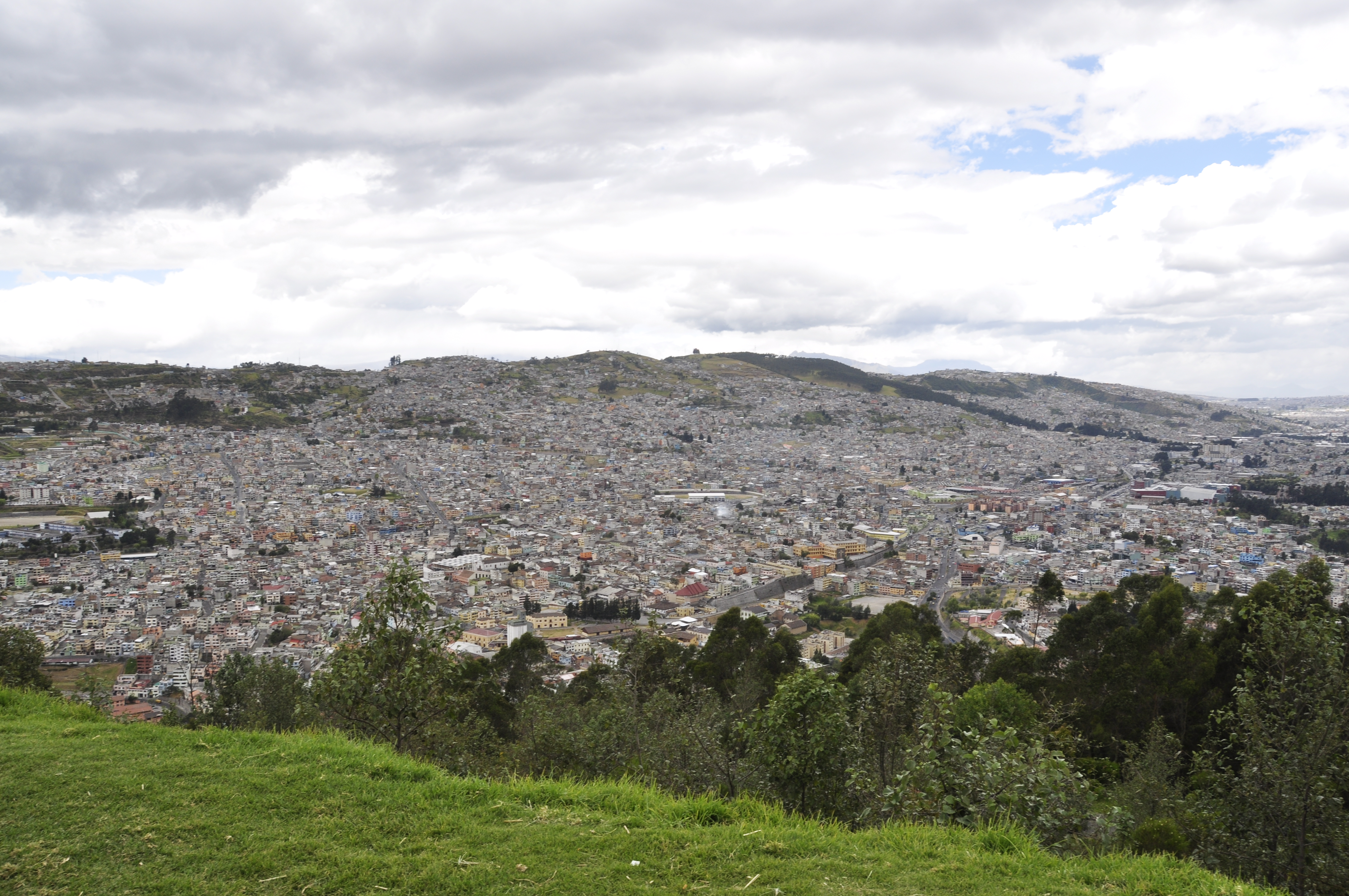
Panecillio Sur viewpoint
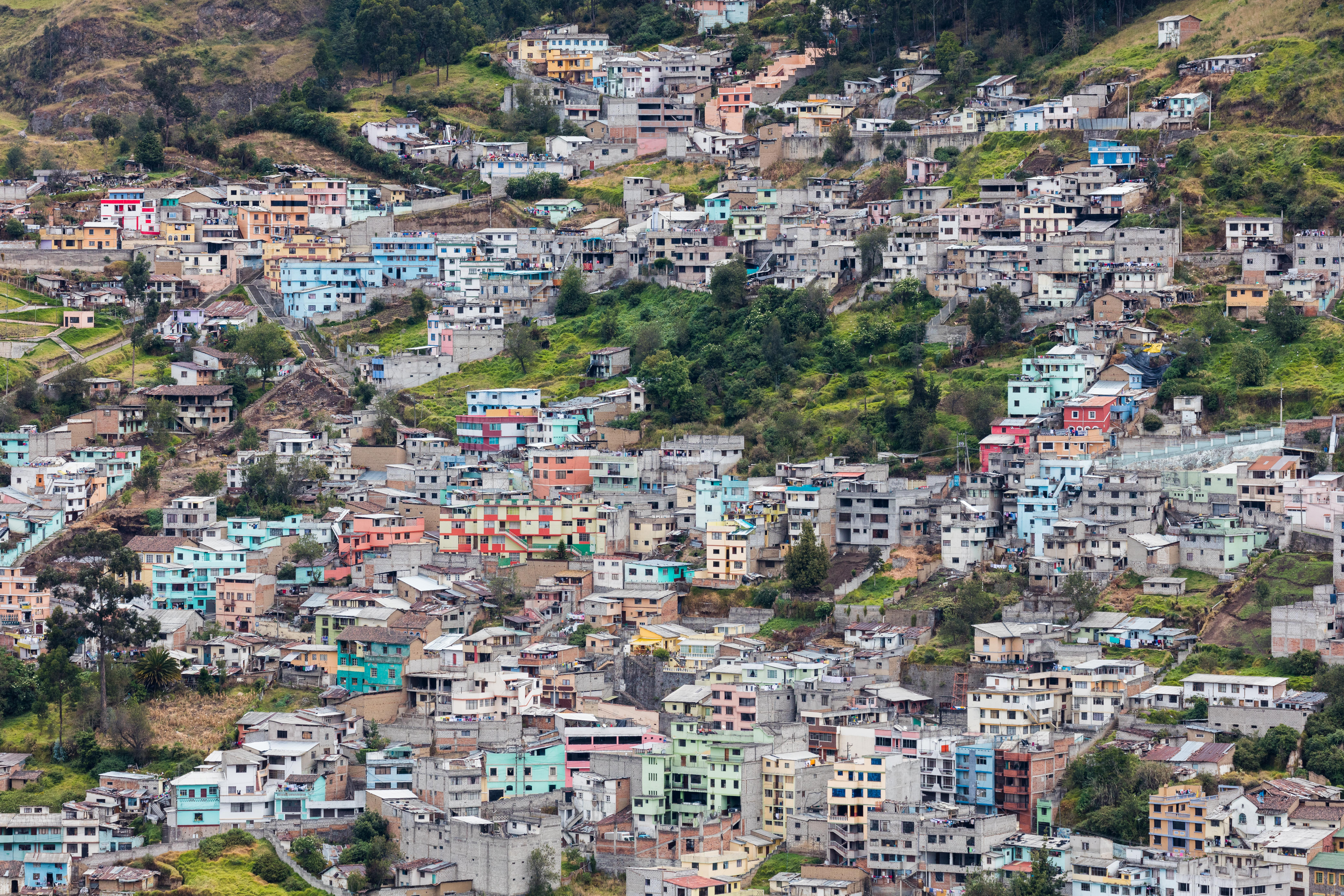
Banlieue de Quito
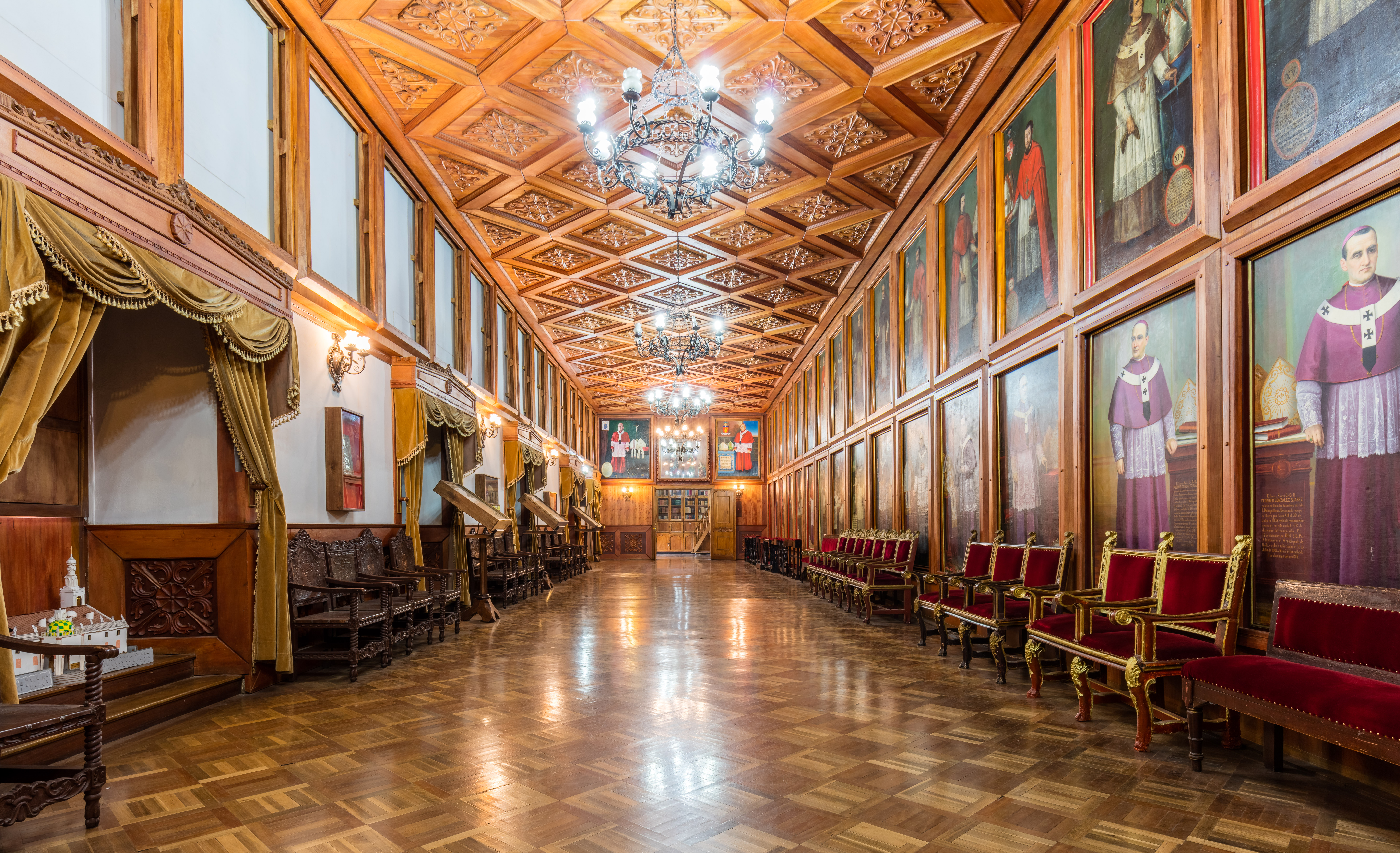
Musée de la cathédrale de Quito